# Kalendarium rządu Beaty Szydło

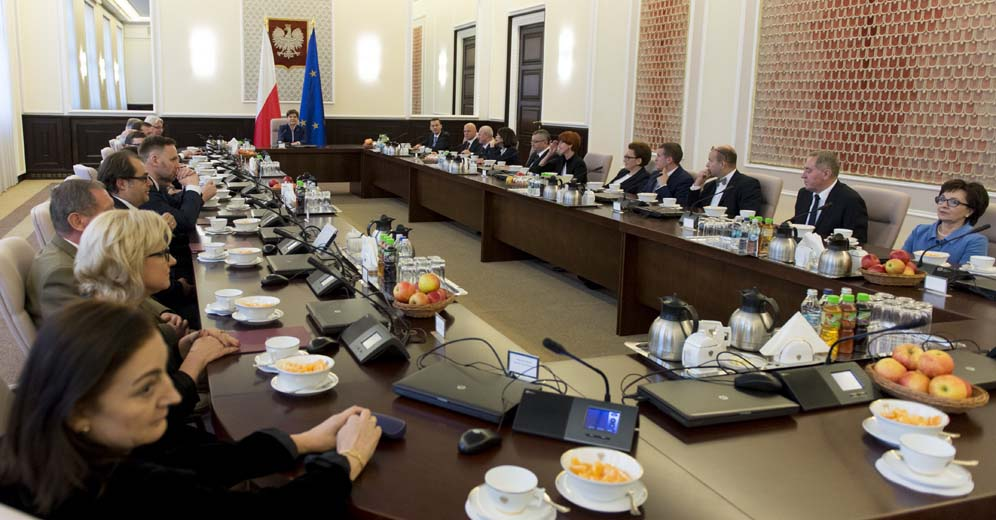
Pierwsze posiedzenie rządu Beaty Szydło

Kalendarium rządu Beaty Szydło opisuje powołanie rządu Beaty Szydło, zmiany na stanowiskach ministrów, sekretarzy stanu, podsekretarzy stanu, wojewodów i wicewojewodów a także zmiany personalne na kierowniczych stanowiskach w urzędach centralnych podległych Radzie Ministrów.

## Proces powołania rządu
- 13 listopada 2015 – Prezydent RP Andrzej Duda desygnował na Prezesa Rady Ministrów Beatę Szydło, powierzając jej misję sformowania rządu[1],
- 16 listopada 2015 – powołanie i zaprzysiężenie przez Prezydenta RP Andrzeja Dudę Prezesa Rady Ministrów[2] wraz ze składem Rady Ministrów[3].

## Exposé i wotum zaufania
- 18 listopada 2015 Beata Szydło wygłosiła exposé i złożyła wniosek do Sejmu o udzielenie wotum zaufania,
- uchwałą Sejmu z 18 listopada 2015 Rada Ministrów Beaty Szydło otrzymała wotum zaufania. Za jego udzieleniem głosowało 236 posłów, przeciw opowiedziało się 202. 18 posłów wstrzymało się od głosu. Większość bezwzględna konieczna do uzyskania wotum zaufania wynosiła 229 głosów. Poparcia Radzie Ministrów udzielił klub parlamentarny: Prawa i Sprawiedliwości oraz dwóch posłów niezrzeszonych. Przeciw były: Nowoczesna oraz większość posłów Platformy Obywatelskiej i klubu Kukiz’15, wstrzymało się większość posłów klubu PSL oraz po jednym pośle z Kukiz’15, PO i niezrzeszonym[4].

## Powołania i odwołania

### Rok 2015
| Powołanie | Odwołanie |
| 16 listopada 2015 | 16 listopada 2015 |
| --- | --- |
| - Piotra Glińskiego na urzędy wiceprezesa Rady Ministrów oraz ministra kultury i dziedzictwa narodowego, - Jarosława Gowina na urzędy wiceprezesa Rady Ministrów oraz ministra nauki i szkolnictwa wyższego, - Mateusza Morawieckiego na urzędy wiceprezesa Rady Ministrów i ministra rozwoju, - Andrzeja Adamczyka na urząd ministra infrastruktury i budownictwa, - Witolda Bańki na urząd ministra sportu i turystyki, - Mariusza Błaszczaka na urząd ministra spraw wewnętrznych i administracji, - Marka Gróbarczyka na urząd ministra gospodarki morskiej i żeglugi śródlądowej, - Dawida Jackiewicza na urząd ministra skarbu państwa, - Krzysztofa Jurgiela na urząd ministra rolnictwa i rozwoju wsi, - Mariusza Kamińskiego na urząd ministra-członka Rady Ministrów, - Beaty Kempy na urząd ministra-członka Rady Ministrów, - Henryka Kowalczyka na urząd ministra-członka Rady Ministrów, - Antoniego Macierewicza na urząd ministra obrony narodowej, - Konstantego Radziwiłła na urząd ministra zdrowia, - Elżbiety Rafalskiej na urząd ministra rodziny, pracy i polityki społecznej, - Anny Streżyńskiej na urząd ministra cyfryzacji, - Pawła Szałamachy na urząd ministra finansów, - Jana Szyszko na urząd ministra środowiska, - Krzysztofa Tchórzewskiego na urząd ministra-członka Rady Ministrów, - Witolda Waszczykowskiego na urząd ministra spraw zagranicznych, - Elżbiety Witek na urząd ministra-członka Rady Ministrów, - Anny Zalewskiej na urząd ministra edukacji narodowej, - Zbigniewa Ziobry na urzędy ministra sprawiedliwości i prokuratora generalnego, - Bartosza Kownackiego na stanowisko sekretarza stanu w Ministerstwie Obrony Narodowej. | - Czesława Mroczka ze stanowiska sekretarza stanu w Ministerstwie Obrony Narodowej (powołany na to stanowisko 4 sierpnia 2011), - Artura Nowak-Fara ze stanowiska podsekretarza stanu w Ministerstwie Spraw Zagranicznych (powołany na to stanowisko 2 kwietnia 2013). |
| 17 listopada 2015 | |
| - Bartłomieja Grabskiego na stanowisko podsekretarza stanu w Ministerstwie Obrony Narodowej, - Wojciecha Fałkowskiego na stanowisko podsekretarza stanu w Ministerstwie Obrony Narodowej, - Tomasza Szatkowskiego na stanowisko podsekretarza stanu w Ministerstwie Obrony Narodowej, - Pawła Szefernakera na stanowisko sekretarza stanu w Kancelarii Premiera, - Jana Dziedziczaka na stanowisko sekretarza stanu w Ministerstwie Spraw Zagranicznych, - Konrada Szymańskiego na stanowisko sekretarza stanu w Ministerstwie Spraw Zagranicznych. | - Beaty Oczkowicz ze stanowiska podsekretarza stanu w Ministerstwie Obrony Narodowej (powołana na to stanowisko 25 kwietnia 2012), - Roberta Kupieckiego ze stanowiska podsekretarza stanu w Ministerstwie Obrony Narodowej (powołany na to stanowisko 22 sierpnia 2012), - Macieja Jankowskiego ze stanowiska podsekretarza stanu w Ministerstwie Obrony Narodowej (powołany na to stanowisko 7 stycznia 2014), - Rafała Trzaskowskiego ze stanowiska sekretarza stanu w Ministerstwie Spraw Zagranicznych (powołany na to stanowisko 24 września 2014), - Tadeusza Sławeckiego ze stanowiska sekretarza stanu w Ministerstwie Edukacji Narodowej (powołany na to stanowisko 17 stycznia 2012), - Joanny Berdzik ze stanowiska podsekretarza stanu w Ministerstwie Edukacji Narodowej (powołana na to stanowisko 17 stycznia 2012), - Ewy Dudek ze stanowiska podsekretarza stanu w Ministerstwie Edukacji Narodowej (powołana na to stanowisko 6 lutego 2014). |
| 18 listopada 2015 | |
| - Jakuba Skiby na stanowiska sekretarza stanu w Ministerstwie Spraw Wewnętrznych i Administracji i pełnomocnika Rządu ds. Przygotowania Organów Administracji Państwowej do Współpracy z Systemem Informacyjnym Schengen i Wizowym Systemem Informacyjnym, - Jarosława Zielińskiego na stanowisko sekretarza stanu w Ministerstwie Spraw Wewnętrznych i Administracji, - Sebastiana Chwałka na stanowisko podsekretarza stanu w Ministerstwie Spraw Wewnętrznych i Administracji, - Tomasza Zdzikota na stanowisko podsekretarza stanu w Ministerstwie Spraw Wewnętrznych i Administracji, - Patryka Jakiego na stanowisko sekretarza stanu w Ministerstwie Sprawiedliwości, - Marcina Warchoła na stanowisko podsekretarza stanu w Ministerstwie Sprawiedliwości, - Pawła Szrota na stanowisko sekretarza stanu w Kancelarii Premiera, - Witolda Kołodziejskiego na stanowisko sekretarza stanu w Ministerstwie Cyfryzacji, - Szymona Rumana na stanowisko podsekretarza stanu w Ministerstwie Cyfryzacji. | - Jerzego Kozdronia ze stanowiska sekretarza stanu w Ministerstwie Sprawiedliwości (powołany na to stanowisko 16 lipca 2013), - Wojciecha Hajduka ze stanowiska podsekretarza stanu w Ministerstwie Sprawiedliwości (powołany na to stanowisko 18 września 2012), - Wojciecha Węgrzyna ze stanowiska podsekretarza stanu w Ministerstwie Sprawiedliwości (powołany na to stanowisko 2 kwietnia 2012), - Macieja Berka ze stanowisk prezesa Rządowego Centrum Legislacji (powołany na to stanowisko 10 grudnia 2007) i sekretarza Rady Ministrów (powołany na to stanowisko 11 stycznia 2008). |
| 19 listopada 2015 | |
| - Teresy Wargockiej na stanowisko sekretarza stanu w Ministerstwie Edukacji Narodowej, - Jolanty Rusiniak na stanowiska podsekretarza stanu w Kancelarii Premiera i sekretarza Rady Ministrów, - Piotra Dardzińskiego na stanowisko podsekretarza stanu w Ministerstwie Nauki i Szkolnictwa Wyższego, - Stanisława Szweda na stanowisko sekretarza stanu w Ministerstwie Pracy i Polityki Społecznej, - Krzysztofa Michałkiewicza na stanowiska sekretarza stanu w Ministerstwie Pracy i Polityki Społecznej i pełnomocnika Rządu ds. osób niepełnosprawnych, - Marcina Zielenieckiego na stanowisko podsekretarza stanu w Ministerstwie Pracy i Polityki Społecznej, - Jarosława Stawiarskiego na stanowisko sekretarza stanu w Ministerstwie Sportu i Turystyki, - Mariusza Oriona Jędryska na stanowiska sekretarza stanu w Ministerstwie Środowiska i Głównego Geologa Kraju, - Pawła Sałka na stanowisko sekretarza stanu w Ministerstwie Środowiska i pełnomocnika ds. polityki klimatycznej, - Mariusza Gajdę na stanowisko podsekretarza stanu w Ministerstwie Środowiska, - Sławomira Mazurka na stanowisko podsekretarza stanu w Ministerstwie Środowiska, - Andrzeja Szweda-Lewandowskiego na stanowiska podsekretarza stanu w Ministerstwie Środowiska i Głównego Konserwatora Przyrody, - Andrzeja Koniecznego na stanowisko podsekretarza stanu w Ministerstwie Środowiska, - Mariana Banasia na stanowiska podsekretarza stanu w Ministerstwie Finansów i szefa Służby Celnej, - Konrada Raczkowskiego na stanowisko podsekretarza stanu w Ministerstwie Finansów, - Jarosława Pinkasa na stanowisko sekretarza stanu w Ministerstwie Zdrowia, - Katarzyny Głowali na stanowisko podsekretarza stanu w Ministerstwie Zdrowia, - Krzysztofa Łandy na stanowisko podsekretarza stanu w Ministerstwie Zdrowia, - Piotra Gryzy na stanowisko podsekretarza stanu w Ministerstwie Zdrowia, - Jacka Boguckiego na stanowisko sekretarza stanu w Ministerstwie Rolnictwa i Rozwoju Wsi, - Rafała Romanowskiego na stanowisko podsekretarza stanu w Ministerstwie Rolnictwa i Rozwoju Wsi, - Ryszarda Zarudzkiego na stanowisko podsekretarza stanu w Ministerstwie Rolnictwa i Rozwoju Wsi, - Ewy Lech na stanowisko podsekretarza stanu w Ministerstwie Rolnictwa i Rozwoju Wsi. | - Jacka Kapicy ze stanowisk podsekretarza stanu w Ministerstwie Finansów i szefa Służby Celnej, - Jarosława Nenemana ze stanowiska podsekretarza stanu w Ministerstwie Finansów, - Marcina Korolca ze stanowisk sekretarza stanu w Ministerstwie Środowiska i pełnomocnika ds. polityki klimatycznej (powołany na to stanowisko 27 listopada 2013), - Janusza Ostapiuka ze stanowiska podsekretarza stanu w Ministerstwie Środowiska (powołany na to stanowisko 22 stycznia 2014), - Piotra Otawskiego ze stanowisk podsekretarza stanu w Ministerstwie Środowiska i Głównego Konserwatora Przyrody (powołany na to stanowisko 1 sierpnia 2014), - Sławomira Brodzińskiego ze stanowisk podsekretarza stanu w Ministerstwie Środowiska i Głównego Geologa Kraju (powołany na to stanowisko 19 grudnia 2013), - Katarzyny Kępki ze stanowiska podsekretarza stanu w Ministerstwie Środowiska (powołana na to stanowisko 16 czerwca 2015), - Bogusława Ulijasza ze stanowiska sekretarza stanu w Ministerstwie Sportu i Turystyki (powołany na to stanowisko 23 kwietnia 2013), - Doroty Idzi ze stanowiska podsekretarza stanu w Ministerstwie Sportu i Turystyki (powołana na to stanowisko 19 grudnia 2014), - Tomasza Jędrzejczaka ze stanowiska podsekretarza stanu w Ministerstwie Sportu i Turystyki (powołany na to stanowisko 2 stycznia 2015), - Sławomira Neumanna ze stanowiska sekretarza stanu w Ministerstwie Zdrowia (powołany na to stanowisko 6 sierpnia 2012), - Beaty Małeckiej-Libery ze stanowisk sekretarza stanu w Ministerstwie Zdrowia i pełnomocnika Rządu ds. projektu ustawy o zdrowiu publicznym (powołana na to stanowisko 7 stycznia 2015), - Igora Radziewicza-Winnickiego ze stanowiska podsekretarza stanu w Ministerstwie Zdrowia (powołany na to stanowisko 5 czerwca 2012), - Cezarego Cieślukowskiego ze stanowiska podsekretarza stanu w Ministerstwie Zdrowia (powołany na to 23 lutego 2015), - Anny Łukasik ze stanowiska podsekretarza stanu w Ministerstwie Zdrowia (powołana na to stanowisko 3 sierpnia 2015), - Tadeusza Nalewajka ze stanowiska podsekretarza stanu w Ministerstwie Rolnictwa i Rozwoju Wsi (powołany na to stanowisko 26 marca 2009), - Zofii Szalczyk ze stanowiska podsekretarza stanu w Ministerstwie Rolnictwa i Rozwoju Wsi (powołana na to stanowisko 12 września 2012). |
| 20 listopada 2015 | |
| - Jarosława Sellina na stanowisko sekretarza stanu w Ministerstwie Kultury i Dziedzictwa Narodowego, - Magdaleny Gawin na stanowisko podsekretarza stanu w Ministerstwie Kultury i Dziedzictwa Narodowego, - Jacka Kurskiego na stanowisko podsekretarza stanu w Ministerstwie Kultury i Dziedzictwa Narodowego, - Henryka Baranowskiego na stanowisko podsekretarza stanu w Ministerstwie Skarbu Państwa, - Filipa Grzegorczyka na stanowisko podsekretarza stanu w Ministerstwie Skarbu Państwa, - Jerzego Kwiecińskiego na stanowisko sekretarza stanu w Ministerstwie Rozwoju, - Kazimierza Smolińskiego na stanowisko sekretarza stanu w Ministerstwie Infrastruktury i Budownictwa, - Piotra Stommę na stanowisko podsekretarza stanu w Ministerstwie Infrastruktury i Budownictwa, - Jerzego Szmita na stanowisko podsekretarza stanu w Ministerstwie Infrastruktury i Budownictwa, - Tomasza Żuchowskiego na stanowisko podsekretarza stanu w Ministerstwie Infrastruktury i Budownictwa. | - Piotra Żuchowskiego ze stanowisk sekretarza stanu w Ministerstwie Kultury i Dziedzictwa Narodowego (powołany na to stanowisko 19 lutego 2008) i Generalnego Konserwatora Zabytków (powołany na to stanowisko 28 kwietnia 2010), - Moniki Smoleń ze stanowiska podsekretarza stanu w Ministerstwie Kultury i Dziedzictwa Narodowego (powołana na to stanowisko 26 lutego 2008), - Andrzeja Wyrobca ze stanowiska podsekretarza stanu w Ministerstwie Kultury i Dziedzictwa Narodowego (powołany na to stanowisko 11 lipca 2014), - Wojciecha Chmielewskiego ze stanowiska podsekretarza stanu w Ministerstwie Skarbu Państwa (powołany na to stanowisko 23 lipca 2015), - Cezarego Gabryjączyka ze stanowiska podsekretarza stanu w Ministerstwie Skarbu Państwa (powołany na to stanowisko 25 lutego 2015). |
| 23 listopada 2015 | |
| - Wandy Zwinogrodzkiej na stanowisko podsekretarza stanu w Ministerstwie Kultury i Dziedzictwa Narodowego, - Łukasza Piebiaka na stanowisko podsekretarza stanu w Ministerstwie Sprawiedliwości, - Leszka Skiby na stanowisko podsekretarza stanu w Ministerstwie Finansów. | – |
| 24 listopada 2015 | |
| - Bogdana Święczkowskiego na stanowisko podsekretarza stanu w Ministerstwie Sprawiedliwości, - Adama Lipińskiego na stanowisko sekretarza stanu w Kancelarii Premiera, - Macieja Wąsika na stanowisko sekretarza stanu w Kancelarii Premiera, - Piotra Woźnego na stanowisko podsekretarza stanu w Ministerstwie Cyfryzacji. | – |
| 26 listopada 2015 | |
| - Magdaleny Gawin, podsekretarza stanu w Ministerstwie Kultury i Dziedzictwa Narodowego, na stanowisko Generalnego Konserwatora Zabytków, - Marzenny Drab na stanowisko podsekretarza stanu w Ministerstwie Edukacji Narodowej, - Aleksandra Stępkowskiego na stanowisko podsekretarza stanu w Ministerstwie Spraw Zagranicznych, - Pawła Chorążego na stanowisko podsekretarza stanu w Ministerstwie Rozwoju, - Witolda Słowika na stanowisko podsekretarza stanu w Ministerstwie Rozwoju, - Krzysztofa Czabańskiego na stanowiska sekretarza stanu w Ministerstwie Kultury i Dziedzictw Narodowego oraz pełnomocnika Rządu ds. przygotowania reformy publicznej radiofonii i telewizji. | - Artura Radziwiłła ze stanowisk podsekretarza stanu w Ministerstwie Finansów (powołany na to stanowisko 7 maja 2014), Głównego Rzecznika Dyscypliny Finansów Publicznych (powołany na to stanowisko 10 czerwca 2014), Pełnomocnika Rządu do Spraw Wprowadzenia Euro przez Rzeczpospolitą Polską (powołany na to stanowisko 3 lipca 2014) oraz Pełnomocnika Rządu do Spraw Wspierania Reform na Ukrainie (powołany na to stanowisko 19 marca 2015). |
| 27 listopada 2015 | |
| - Leszka Skiby, podsekretarza stanu w Ministerstwie Finansów, na stanowisko Głównego Rzecznika Dyscypliny Finansów Publicznych oraz Pełnomocnika Rządu do Spraw Wspierania Reform na Ukrainie, - Ryszarda Szustera na stanowisko podsekretarza stanu w Ministerstwie Sportu i Turystyki, - Joanny Wroneckiej na stanowisko podsekretarza stanu w Ministerstwie Spraw Zagranicznych, - Jadwigi Emilewicz na stanowisko podsekretarza stanu w Ministerstwie Rozwoju, - Tadeusza Kościńskiego na stanowisko podsekretarza stanu w Ministerstwie Rozwoju. | – |
| 30 listopada 2015 | |
| - Mikołaja Wilda na stanowisko podsekretarza stanu w Ministerstwie Skarbu Państwa, - Adama Hamryszczaka na stanowisko podsekretarza stanu w Ministerstwie Rozwoju. | – |
| 1 grudnia 2015 | |
| - Krzysztofa Tchórzewskiego na urząd ministra energii, - Zbigniewa Babalskiego na stanowiska sekretarza stanu w Ministerstwie Rolnictwa i Rozwoju Wsi oraz pełnomocnika Rządu ds. kształtowania ustroju rolnego, - Aleksandra Bobki na stanowisko sekretarza stanu w Ministerstwie Nauki i Szkolnictwa Wyższego. | - Krzysztofa Tchórzewskiego z urzędu ministra-członka Rady Ministrów (powołany na ten urząd 16 listopada 2015), - Marka Ratajczaka ze stanowiska sekretarza stanu w Ministerstwie Nauki i Szkolnictwa Wyższego (powołany na to stanowisko 23 stycznia 2014), - Darii Lipińskiej-Nałęcz ze stanowiska podsekretarza stanu w Ministerstwie Nauki i Szkolnictwa Wyższego (powołana na to stanowisko 31 stycznia 2012), - Włodzisława Ducha ze stanowiska podsekretarza stanu w Ministerstwie Nauki i Szkolnictwa Wyższego (powołany na to stanowisko 22 kwietnia 2014). |
| 2 grudnia 2015 | |
| - Grzegorza Tobiszowskiego na stanowisko sekretarza stanu w Ministerstwie Energii. | – |
| 3 grudnia 2015 | |
| - Doroty Dulińskiej na stanowisko podsekretarza stanu w Ministerstwie Sportu i Turystyki. | - Agnieszki Królikowskiej ze stanowisk podsekretarza stanu w Ministerstwie Finansów, Generalnego Inspektora Informacji Finansowej, Generalnego Inspektora Kontroli Skarbowej oraz pełnomocnika Rządu ds. zwalczania nieprawidłowości finansowych na szkodę Rzeczypospolitej Polskiej lub Unii Europejskiej (powołana na to stanowisko 1 stycznia 2014). |
| 4 grudnia 2015 | |
| - Wiesława Jasińskiego na stanowiska podsekretarza stanu w Ministerstwie Finansów, Generalnego Inspektora Informacji Finansowej, Generalnego Inspektora Kontroli Skarbowej oraz pełnomocnika Rządu ds. zwalczania nieprawidłowości finansowych na szkodę Rzeczypospolitej Polskiej lub Unii Europejskiej, - Jerzego Maternę na stanowisko sekretarza stanu w Ministerstwie Gospodarki Morskiej i Żeglugi Śródlądowej, - Krzysztofa Kozłowskiego na stanowisko podsekretarza stanu w Ministerstwie Gospodarki Morskiej i Żeglugi Śródlądowej. | – |
| 7 grudnia 2015 | |
| - Marka Zagórskiego na stanowisko sekretarza stanu w Ministerstwie Skarbu Państwa, - Radosława Domagalskiego-Łabędzkiego na stanowisko podsekretarza stanu w Ministerstwie Rozwoju. | – |
| 8 grudnia 2015 | |
| - Pawła Brzezickiego na stanowisko podsekretarza stanu w Ministerstwie Gospodarki Morskiej i Żeglugi Śródlądowej, - Mariusza Haładyja na stanowisko podsekretarza stanu w Ministerstwie Rozwoju, - Pawła Hreniaka na stanowisko wojewody dolnośląskiego, - Piotra Jani na stanowisko wojewody zachodniopomorskiego, - Mikołaja Bogdanowicza na stanowisko wojewody kujawsko-pomorskiego, - Artura Chojeckiego na stanowisko wojewody warmińsko-mazurskiego, - Przemysława Czarnka na stanowisko wojewody lubelskiego, - Zbigniewa Hoffmanna na stanowisko wojewody wielkopolskiego, - Władysława Dajczaka na stanowisko wojewody lubuskiego, - Agaty Wojtyszek na stanowisko wojewody świętokrzyskiego, - Zbigniewa Rau na stanowisko wojewody łódzkiego, - Jarosława Wieczorka na stanowisko wojewody śląskiego, - Józefa Pilcha na stanowisko wojewody małopolskiego, - Dariusza Drelicha na stanowisko wojewody pomorskiego, - Zdzisława Sipiery na stanowisko wojewody mazowieckiego, - Bohdana Paszkowskiego na stanowisko wojewody podlaskiego, - Adriana Czubaka na stanowisko wojewody opolskiego, - Ewy Leniart na stanowisko wojewody podkarpackiego. | - Tomasza Smolarza ze stanowiska wojewody dolnośląskiego, - Ewy Mes ze stanowiska wojewody kujawsko-pomorskiego, - Jolanty Chełmińskiej ze stanowiska wojewody łódzkiego, - Jerzego Millera ze stanowiska wojewody małopolskiego, - Jacka Kozłowskiego ze stanowiska wojewody mazowieckiego, - Małgorzaty Chomycz ze stanowiska wojewody podkarpackiego, - Ryszarda Stachurskiego ze stanowiska wojewody pomorskiego, - Piotra Litwy ze stanowiska wojewody śląskiego, - Bożentyny Pałki-Koruby ze stanowiska wojewody świętokrzyskiego, - Mariana Podziewskiego ze stanowiska wojewody warmińsko-mazurskiego, - Marka Tałasiewicza ze stanowiska wojewody zachodniopomorskiego. |
| 9 grudnia 2015 | |
| – | - Michała Owczarczaka ze stanowiska wicewojewody pomorskiego (powołany na to stanowisko 27 grudnia 2007), - Antoniego Jastrzembskiego ze stanowiska wicewojewody opolskiego (powołany na to stanowisko 27 grudnia 2007), - Doroty Kinal ze stanowiska wicewojewody wielkopolskiego (powołana na to stanowisko 22 grudnia 2014), - Elżbiety Rusielewicz ze stanowiska wicewojewody kujawsko-pomorskiego (powołana na to stanowisko 12 stycznia 2015), - Mariana Starownika ze stanowiska wicewojewody lubelskiego (powołany na to stanowisko 10 lutego 2012), - Ryszarda Mićko ze stanowiska wicewojewody zachodniopomorskiego (powołany na to stanowisko 27 stycznia 2011), - Jana Świrepo ze stanowiska wicewojewody lubuskiego (powołany na to stanowisko 10 stycznia 2008), - Mirosława Szemli ze stanowiska wicewojewody śląskiego (powołany na to stanowisko 12 stycznia 2015), - Wojciecha Szczepanika ze stanowiska wicewojewody małopolskiego (powołany na to stanowisko 16 lutego 2015), - Joanny Bronowickiej ze stanowiska wicewojewody dolnośląskiego (powołana na to stanowisko 29 maja 2015), - Jarosława Klimasa ze stanowiska wicewojewody łódzkiego (powołany na to stanowisko 23 grudnia 2014), - Dariusza Piątka ze stanowiska wicewojewody mazowieckiego (powołany na to stanowisko 27 grudnia 2007), - Grażyny Borek ze stanowiska wicewojewody podkarpackiego (powołana na to stanowisko 13 stycznia 2015), - Wiesława Żylińskiego ze stanowiska wicewojewody podlaskiego (powołany na to stanowisko 7 lipca 2015), - Pawła Olszaka ze stanowiska wicewojewody świętokrzyskiego (powołany na to stanowisko 23 grudnia 2014), - Grażyny Kluge ze stanowiska wicewojewody warmińsko-mazurskiego (powołana na to stanowisko 12 marca 2014). |
| 10 grudnia 2015 | |
| - Teresy Czerwińskiej na stanowisko podsekretarza stanu w Ministerstwie Nauki i Szkolnictwa Wyższego, - Elżbiety Bojanowskiej na stanowisko podsekretarza stanu w Ministerstwie Rodziny, Pracy i Polityki Społecznej, - Renaty Szczęch na stanowisko podsekretarza stanu w Ministerstwie Rodziny, Pracy i Polityki Społecznej, - Bartosza Marczuka na stanowisko podsekretarza stanu w Ministerstwie Rodziny, Pracy i Polityki Społecznej, - Jerzego Kwiecińskiego, sekretarza stanu w Ministerstwie Rozwoju, na stanowisko pełnomocnika Prezesa Rady Ministrów ds. funduszy europejskich i rozwoju regionalnego. | – |
| 14 grudnia 2015 | |
| - Leszka Sirko na stanowisko podsekretarza stanu w Ministerstwie Nauki i Szkolnictwa Wyższego, - Pawła Majewskiego na stanowisko podsekretarza stanu w Kancelarii Premiera. | – |
| 16 grudnia 2015 | |
| - Jolanty Rusiniak, sekretarza Rady Ministrów, na stanowisko prezesa Rządowego Centrum Legislacji, - Józefa Gawrona na stanowisko wicewojewody małopolskiego, - Piotra Ćwika na stanowisko wicewojewody małopolskiego, - Witolda Lechowskiego na stanowisko wicewojewody podkarpackiego, - Mariusza Łuczyka na stanowisko wicewojewody pomorskiego, - Marka Subocza na stanowisko wicewojewody zachodniopomorskiego, - Roberta Gmitruczuka na stanowisko wicewojewody lubelskiego, - Sławomira Sadowskiego na stanowisko wicewojewody warmińsko-mazurskiego. | - Jolanty Rusiniak ze stanowiska podsekretarza stanu w Kancelarii Premiera. |
| 17 grudnia 2015 | |
| - Kamila Zielińskiego na stanowisko wicewojewody dolnośląskiego, - Karola Młynarczyka na stanowisko wicewojewody łódzkiego. | – |
| 21 grudnia 2015 | |
| - Andrzeja Bętkowskiego na stanowisko wicewojewody świętokrzyskiego. | - Doroty Podedwornej-Tarnowskiej ze stanowiska podsekretarza stanu w Ministerstwie Finansów (powołana na to stanowisko 18 czerwca 2013). |
| 22 grudnia 2015 | |
| - Piotra Nowaka na stanowisko podsekretarza stanu w Ministerstwie Finansów, - Marka Ziółkowskiego na stanowisko podsekretarza stanu w Ministerstwie Spraw Zagranicznych. | - Konrada Pawlika ze stanowiska podsekretarza stanu w Ministerstwie Spraw Zagranicznych (powołany na to stanowisko 15 grudnia 2014). |
| 23 grudnia 2015 | |
| - Piotra Naimskiego na stanowiska sekretarza stanu w Kancelarii Premiera i pełnomocnika Rządu ds. strategicznej infrastruktury energetycznej. | – |

### Rok 2016
| Powołanie | Odwołanie |
| 1 stycznia 2016 | 1 stycznia 2016 |
| --- | --- |
| - Wojciecha Kowalczyka na stanowisko sekretarza stanu w Ministerstwie Energii, - Michała Kurtyki na stanowisko podsekretarza stanu w Ministerstwie Energii, - Andrzeja Piotrowskiego na stanowisko podsekretarza stanu w Ministerstwie Energii.                                                                       | - Wojciecha Kowalczyka ze stanowiska sekretarza stanu w Ministerstwie Skarbu Państwa (powołany na to stanowisko w lutym 2015). |
| 4 stycznia 2016 | |
| - Macieja Kopcia na stanowisko podsekretarza stanu w Ministerstwie Edukacji Narodowej, - Roberta Palucha na stanowisko wicewojewody lubuskiego. | – |
| 7 stycznia 2016 | |
| - Marka Tombarkiewicza na stanowisko podsekretarza stanu w Ministerstwie Zdrowia. | - Jacka Kurskiego ze stanowiska podsekretarza stanu w Ministerstwie Kultury i Dziedzictwa Narodowego (powołany na to stanowisko 20 listopada 2015). |
| 8 stycznia 2016 | |
| - Rafała Bochenka na stanowisko rzecznika prasowego rządu, - Wojciecha Kaczmarczyka na stanowiska sekretarza stanu w Kancelarii Premiera i pełnomocnika Rządu ds. społeczeństwa obywatelskiego i równego traktowania.                                                                                                 | - Elżbiety Witek, ministra-członka Rady Ministrów i szefa gabinetu politycznego Premiera, ze stanowiska rzecznika prasowego rządu (powołana na to stanowisko 16 listopada 2015). |
| 11 stycznia 2016 | |
| - Sylwestra Dąbrowskiego i Artura Standowicza na stanowiska wicewojewodów mazowieckich, - Jana Chrząszcza i Mariusza Trepka na stanowiska wicewojewodów śląskich, - Marlenę Maląg na stanowisko wicewojewody wielkopolskiego, - Violetty Porowskiej na stanowisko wicewojewody opolskiego.                            | – |
| 12 stycznia 2016 | |
| - Jana Zabielskiego na stanowiska wicewojewody podlaskiego, - Józefa Ramlau na stanowiska wicewojewody kujawsko-pomorskiego. | – |
| 15 stycznia 2016 | |
| - Anny Marii Anders na stanowiska sekretarza stanu w Kancelarii Premiera i pełnomocnika Rządu ds. dialogu międzynarodowego. | – |
| 1 lutego 2016 | |
| - Tomasza Dobrowolskiego na stanowisko zastępcy prezesa Rządowego Centrum Legislacji. | – |
| 2 lutego 2016 | |
| - Pawła Szrota, sekretarza stanu w Kancelarii Premiera, na stanowisko zastępcy szefa Kancelarii Premiera. | – |
| 18 lutego 2016 | |
| – | - Doroty Dulińskiej ze stanowiska podsekretarza stanu w Ministerstwie Sportu i Turystyki (powołana na to stanowisko 3 grudnia 2015). |
| 2 marca 2016 | |
| – | - Henryka Baranowskiego ze stanowiska podsekretarza stanu w Ministerstwie Skarbu Państwa (powołany na to stanowisko 20 listopada 2015). |
| 7 marca 2016 | |
| - Bogdana Święczkowskiego na stanowiska Prokuratora Krajowego i pierwszego zastępcy Prokuratora Generalnego, - Roberta Hernanda na stanowisko zastępcy prokuratora generalnego, - Marka Pasionka na stanowisko zastępcy prokuratora generalnego, - Krzysztofa Sieraka na stanowisko zastępcy prokuratora generalnego. | - Bogdana Święczkowskiego ze stanowiska podsekretarza stanu w Ministerstwie Sprawiedliwości (powołany na to stanowisko 24 listopada 2015). |
| 8 marca 2016 | |
| – | - Konrada Raczkowskiego ze stanowiska podsekretarza stanu w Ministerstwie Finansów (powołany na to stanowisko 19 listopada 2015). |
| 23 marca 2016 | |
| - Wojciecha Kowalczyka na stanowisko podsekretarza stanu w Ministerstwie Energii, - Grzegorza Tobiszowskiego, sekretarza stanu w Ministerstwie Energii, na stanowisko pełnomocnika Rządu ds. restrukturyzacji górnictwa węgla kamiennego.                                                                             | - Wojciecha Kowalczyka ze stanowisk sekretarza stanu w Ministerstwie Energii (powołany na to stanowisko 1 stycznia 2016) i pełnomocnika Rządu ds. restrukturyzacji górnictwa węgla kamiennego (powołany na to stanowisko 18 listopada 2014). |
| 30 marca 2016 | |
| - Wiesława Janczyka na stanowisko sekretarza stanu w Ministerstwie Finansów. | – |
| 31 marca 2016 | |
| – | - Szymona Rumana ze stanowiska podsekretarza stanu w Ministerstwie Cyfryzacji (powołany na to stanowisko 18 listopada 2015). |
| marzec 2016 | |
| - Agaty Gałuszki-Górskiej na stanowisko zastępcy prokuratora krajowego. | – |
| 26 kwietnia 2016 | |
| - Pawła Gruzy na stanowisko podsekretarza stanu w Ministerstwie Skarbu Państwa, - Dawida Laska na stanowisko podsekretarza stanu w Ministerstwie Sportu i Turystyki. | – |
| 29 kwietnia 2016 | |
| - Michała Wójcika na stanowiska sekretarza stanu w Ministerstwie Sprawiedliwości i pełnomocnika Rządu ds. Informatyzacji Wymiaru Sprawiedliwości. | – |
| 5 maja 2016 | |
| - Wiesława Janczyka, sekretarza stanu w Ministerstwie Finansów, na stanowisko pełnomocnika Rządu ds. wspierania reform na Ukrainie. | - Leszka Skiby, podsekretarza stanu w Ministerstwie Finansów, ze stanowiska pełnomocnika Rządu ds. wspierania reform na Ukrainie. |
| 10 maja 2016 | |
| - Waldemara Puławskiego na stanowisko zastępcy Prokuratora Generalnego. | – |
| 19 maja 2016 | |
| – | - Ryszarda Szustera ze stanowiska podsekretarza stanu w Ministerstwie Sportu i Turystyki (powołany na stanowisko 27 listopada 2015). |
| 24 maja 2016 | |
| - Jana Widery na stanowisko podsekretarza stanu w Ministerstwie Sportu i Turystyki. | – |
| 25 maja 2016 | |
| - Mariusza Oriona Jędryska, sekretarza stanu w Ministerstwie Środowiska i Głównego Geologa Kraju, na stanowisko pełnomocnika Rządu ds. polityki surowcowej, - Andrzeja Pozorskiego na stanowisko zastępcy Prokuratora Generalnego – Dyrektora Głównej Komisji Ścigania Zbrodni przeciwko Narodowi Polski.             | - Dariusza Gabrela ze stanowiska zastępcy Prokuratora Generalnego – Dyrektora Głównej Komisji Ścigania Zbrodni przeciwko Narodowi Polski (powołany na to stanowisko 15 lutego 2007). |
| 20 czerwca 2016 | |
| - Karola Okońskiego na stanowisko podsekretarza stanu w Ministerstwie Cyfryzacji. | – |
| lipiec 2016 | |
| – | - Krzysztofa Czabańskiego ze stanowiska sekretarza stanu w Ministerstwie Kultury i Dziedzictwa Narodowego (powołany na to stanowisko w grudniu 2015), - Leszka Sirko ze stanowiska podsekretarza stanu w Ministerstwie Nauki i Szkolnictwa Wyższego (powołany na to stanowisko 14 grudnia 2015). |
| 22 lipca 2016 | |
| – | - Witolda Kołodziejskiego ze stanowiska sekretarza stanu w Ministerstwie Cyfryzacji (powołany na to stanowisko 18 listopada 2015). |
| 5 sierpnia 2016 | |
| - Radosława Domagalskiego-Łabędzkiego, podsekretarza stanu w Ministerstwie Rozwoju, na stanowisko pełnomocnika Rządu ds. Międzynarodowej Wystawy EXPO 2022. | – |
| 14 sierpnia 2016 | |
| – | - Śmierć wojewody zachodniopomorskiego Piotra Janii (powołany na to stanowisko 8 grudnia 2015). |
| 24 sierpnia 2016 | |
| – | - Katarzyny Kacperczyk ze stanowiska podsekretarza stanu w Ministerstwie Spraw Zagranicznych (powołana na to stanowisko 1 listopada 2013). |
| 30 sierpnia 2016 | |
| – | - Piotra Stommy ze stanowiska podsekretarza stanu w Ministerstwie Infrastruktury i Budownictwa (powołany na to stanowisko 20 listopada 2015). |
| 31 sierpnia 2016 | |
| - Justyny Skrzydło na stanowisko podsekretarza stanu w Ministerstwie Infrastruktury i Budownictwa. | – |
| sierpień 2016 | |
| – | - Aleksandra Stępkowskiego ze stanowiska podsekretarza stanu w Ministerstwie Spraw Zagranicznych (powołany na to stanowisko 26 listopada 2015). |
| 7 września 2016 | |
| - Krzysztofa Kozłowskiego na stanowisko wojewody zachodniopomorskiego. | – |
| 9 września 2016 | |
| - Grzegorza Witkowskiego na stanowisko podsekretarza stanu w Ministerstwie Gospodarki Morskiej i Żeglugi Śródlądowej. | – |
| 14 września 2016 | |
| - Renaty Szczęch na stanowisko podsekretarza stanu w Ministerstwie Spraw Zagranicznych. | - Marka Zagórskiego ze stanowiska sekretarza stanu w Ministerstwie Skarbu Państwa (powołany na to stanowisko 7 grudnia 2015). |
| 15 września 2016 | |
| - Marka Zagórskiego na stanowisko sekretarza stanu w Ministerstwie Cyfryzacji. | - Dawida Jackiewicza z urzędu ministra skarbu państwa (powołany na ten urząd 16 listopada 2016). |
| 19 września 2016 | |
| - Macieja Małeckiego na stanowisko sekretarza stanu w Ministerstwie Skarbu Państwa. | – |
| 20 września 2016 | |
| - Andrzeja Bittela na stanowisko podsekretarza stanu w Ministerstwie Infrastruktury i Budownictwa. | – |
| 21 września 2016 | |
| - Henrykowi Kowalczykowi, ministrowi-członkowi Rady Ministrów i przewodniczącemu Komitetu Stałego Rady Ministrów, powierzenie obowiązków ministra skarbu państwa. | – |
| 28 września 2016 | |
| - Grzegorza Schreibera na stanowisko sekretarza stanu w Kancelarii Premiera, - Adama Lipińskiego, sekretarza stanu w Kancelarii Premiera, na stanowiska pełnomocnika Rządu ds. społeczeństwa obywatelskiego oraz pełnomocnika Rządu ds. równego traktowania.                                                          | - Mateusza Morawieckiego z urzędów wicepremiera i ministra rozwoju (powołany na te urzędy 16 listopada 2015), - Pawła Szałamachy z urzędu ministra finansów (powołany na ten urząd 16 listopada 2016), - Wojciecha Kaczmarczyka ze stanowisk sekretarza stanu w Kancelarii Premiera, pełnomocnika Rządu ds. społeczeństwa obywatelskiego oraz pełnomocnika Rządu ds. równego traktowania (powołany na te stanowiska 8 stycznia 2016), - Pawła Majewskiego ze stanowisk podsekretarza stanu w Kancelarii Premiera (powołany na to stanowisko 14 grudnia 2015) i pełnomocnika Rządu ds. przygotowania Światowych Dni Młodzieży Kraków 2016 (powołany na o stanowisko w styczniu 2016). |
| 29 września 2016 | |
| - Mateusza Morawieckiego na urzędy wicepremiera oraz ministra rozwoju i finansów. | – |
| 30 września 2016 | |
| - Roberta Greya na stanowisko podsekretarza stanu w Ministerstwie Spraw Zagranicznych. | – |
| 4 października 2016 | |
| - Pawła Majewskiego na stanowisko podsekretarza stanu w Ministerstwie Cyfryzacji. | – |
| wrzesień 2016 | |
| – | - Krzysztofa Kozłowskiego ze stanowiska podsekretarza stanu w Ministerstwie Gospodarki Morskiej i Żeglugi Śródlądowej (powołany na to stanowisko 4 grudnia 2015), - Renaty Szczęch ze stanowiska podsekretarza stanu w Ministerstwie Rodziny, Pracy i Polityki Społecznej (powołana na to stanowisko 10 grudnia 2015). |
| 28 października 2016 | |
| – | - Radosława Domagalskiego-Łabędzkiego ze stanowiska podsekretarza stanu w Ministerstwie Rozwoju (powołany na to stanowisko 7 grudnia 2015). |
| listopad 2016 | |
| - Jarosława Sellina, sekretarza stanu w Ministerstwie Kultury i Dziedzictwa Narodowego, na stanowisko pełnomocnika Rządu ds. obchodów Stulecia Odzyskania Niepodległości RP. | - Pawła Gruzy ze stanowiska podsekretarza stanu w Ministerstwie Skarbu Państwa (powołany na to stanowisko 26 kwietnia 2016), - Filipa Grzegorczyka ze stanowiska podsekretarza stanu w Ministerstwie Skarbu Państwa (powołany na to stanowisko 20 listopada 2015). |
| 7 listopada 2016 | |
| - Pawła Gruzy na stanowisko podsekretarza stanu w Ministerstwie Finansów. | – |
| 24 listopada 2016 | |
| - Łukasza Szumowskiego na stanowisko podsekretarza stanu w Ministerstwie Nauki i Szkolnictwa Wyższego. | – |
| 29 listopada 2016 | |
| – | - Roberta Greya ze stanowiska podsekretarza stanu w Ministerstwie Spraw Zagranicznych (powołany na to stanowisko 30 września 2016). |
| 9 grudnia 2016 | |
| - Mariana Banasia, szefa Służby Celnej, na stanowiska sekretarza stanu w Ministerstwie Finansów oraz szefa Krajowej Administracji Skarbowej. | - Mariana Banasia, szefa Służby Celnej, ze stanowiska podsekretarza stanu w Ministerstwie Finansów. |

### Rok 2017
| Powołanie | Odwołanie |
| 9 stycznia 2017 | 9 stycznia 2017 |
| --- | --- |
| - Pawła Lewandowskiego na stanowisko podsekretarza stanu w Ministerstwie Kultury i Dziedzictwa Narodowego. | – |
| 12 stycznia 2017 | |
| - Macieja Małeckiego na stanowisko sekretarza stanu w Kancelarii Prezesa Rady Ministrów. | – |
| 25 stycznia 2017 | |
| – | - Jarosława Pinkasa ze stanowiska sekretarza stanu w Ministerstwie Zdrowia (powołany na to stanowisko 19 listopada 2015), - Piotra Warczyńskiego ze stanowiska podsekretarza stanu w Ministerstwie Zdrowia (powołany na to stanowisko 10 stycznia 2014), - Witolda Lechowskiego ze stanowiska wicewojewody podkarpackiego. |
| styczeń 2017 | |
| – | - Macieja Małeckiego ze stanowiska sekretarza stanu w Ministerstwie Skarbu Państwa (powołany na to stanowisko 19 września 2016), - Mikołaja Wilda ze stanowiska podsekretarza stanu w Ministerstwie Skarbu Państwa (powołany na to stanowisko 30 listopada 2015). |
| 1 lutego 2017 | |
| - Józefy Szczurek-Żelazko na stanowisko sekretarza stanu w Ministerstwie Zdrowia. | – |
| 7 lutego 2017 | |
| - Piotra Pilcha na stanowisko wicewojewody podkarpackiego. | – |
| 13 lutego 2017 | |
| – | - Wojciecha Kowalczyka ze stanowiska podsekretarza stanu w Ministerstwie Energii (powołany na to stanowisko 1 stycznia 2016). |
| 16 lutego 2017 | |
| - Zbigniewa Króla na stanowisko podsekretarza stanu w Ministerstwie Zdrowia. | – |
| 17 lutego 2017 | |
| – | - Pawła Brzezickiego ze stanowiska podsekretarza stanu w Ministerstwie Gospodarki Morskiej i Żeglugi Śródlądowej (powołany na to stanowisko 8 grudnia 2015). |
| luty 2017 | |
| - Mariana Banasia, sekretarza stanu w Ministerstwie Finansów, szefa Służby Celnej i szefa Krajowej Administracji Skarbowej na stanowiska Generalnego Inspektora Kontroli Skarbowej i Pełnomocnika Rządu do Spraw Zwalczania Nieprawidłowości Finansowych na Szkodę Rzeczypospolitej Polskiej lub Unii Europejskiej, - Leszka Skiby, podsekretarza stanu w Ministerstwie Finansów i Głównego Rzecznika Dyscypliny Finansów Publicznych na stanowisko Generalnego Inspektora Informacji Finansowej. | - Wiesława Jasińskiego ze stanowisk: podsekretarza stanu w Ministerstwie Finansów, Generalnego Inspektora Informacji Finansowej, Generalnego Inspektora Kontroli Skarbowej i Pełnomocnika Rządu do Spraw Zwalczania Nieprawidłowości Finansowych na Szkodę Rzeczypospolitej Polskiej lub Unii Europejskiej (powołany na te stanowiska 4 grudnia 2015). |
| 1 marca 2017 | |
| - Michała Dworczyka na stanowisko sekretarza stanu w Ministerstwie Obrony Narodowej. | – |
| 10 marca 2017 | |
| - Marzeny Machałek na stanowisko sekretarza stanu w Ministerstwie Edukacji Narodowej. | - Teresy Wargockiej ze stanowiska sekretarza stanu w Ministerstwie Edukacji Narodowej (powołana na to stanowisko 19 listopada 2015). |
| 17 marca 2017 | |
| - Krzysztofa Szuberta na stanowiska sekretarza stanu w Ministerstwie Cyfryzacji i pełnomocnika Rządu ds. Jednolitego Rynku Cyfrowego. | – |
| 22 marca 2017 | |
| - Piotra Walczaka na stanowiska podsekretarza stanu w Ministerstwie Finansów i zastępcy szefa Krajowej Administracji Skarbowej. | – |
| 24 marca 2017 | |
| - Beaty Marczak na stanowisko zastępcy Prokuratora Generalnego. | – |
| marzec 2017 | |
| - Mariana Banasia, sekretarza stanu w Ministerstwie Finansów, szefa Krajowej Administracji Skarbowej i pełnomocnika Rządu ds. Zwalczania Nieprawidłowości Finansowych na Szkodę Rzeczypospolitej Polskiej lub Unii Europejskiej na stanowisko Generalnego Inspektora Informacji Finansowej. | - Mariana Banasia, sekretarza stanu w Ministerstwie Finansów, szefa Krajowej Administracji Skarbowej i pełnomocnika Rządu ds. Zwalczania Nieprawidłowości Finansowych na Szkodę Rzeczypospolitej Polskiej lub Unii Europejskiej ze stanowiska Generalnego Inspektora Kontroli Skarbowej (powołany na to stanowisko w lutym 2017), - Leszka Skiby, podsekretarza stanu w Ministerstwie Finansów i Głównego Rzecznika Dyscypliny Finansów Publicznych, ze stanowiska Generalnego Inspektora Informacji Finansowej (powołany na to stanowisko w lutym 2017). |
| 1 kwietnia 2017 | |
| - Pawła Cybulskiego na stanowiska podsekretarza stanu w Ministerstwie Finansów i zastępcy szefa Krajowej Administracji Skarbowej. | – |
| kwiecień 2017 | |
| – | - Krzysztofa Łandy ze stanowiska podsekretarza stanu w Ministerstwie Zdrowia (powołany na to stanowisko 19 listopada 2015), - Piotra Woźnego ze stanowiska podsekretarza stanu w Ministerstwie Cyfryzacji (powołany na to stanowisko 24 listopada 2015). |
| 13 kwietnia 2017 | |
| - Jarosława Pinkasa na stanowiska sekretarza stanu w Kancelarii Premiera i pełnomocnika Rządu ds. organizacji struktur administracji publicznej właściwych w zakresie bezpieczeństwa żywności. | – |
| 25 kwietnia 2017 | |
| - Anny Moskwy na stanowisko podsekretarza stanu w Ministerstwie Gospodarki Morskiej i Żeglugi Śródlądowej. | – |
| 9 maja 2017 | |
| - Mikołaja Wilda na stanowiska sekretarza stanu w Kancelarii Premiera i pełnomocnika Rządu ds. Centralnego Portu Komunikacyjnego RP. | – |
| 10 maja 2017 | |
| - Sebastiana Chwałka na stanowiska sekretarza stanu w Ministerstwie Spraw Wewnętrznych i Administracji oraz pełnomocnika Rządu ds. Repatriacji. | - Sebastiana Chwałka ze stanowiska podsekretarza stanu w Ministerstwie Spraw Wewnętrznych i Administracji (powołany na to stanowisko 18 listopada 2015). |
| maj 2017 | |
| - Bartosza Cichockiego na stanowisko podsekretarza stanu w Ministerstwie Spraw Zagranicznych, - Marka Magierowskiego na stanowisko podsekretarza stanu w Ministerstwie Spraw Zagranicznych. | - Marka Ziółkowskiego ze stanowiska podsekretarza stanu w Ministerstwie Spraw Zagranicznych (powołany na to stanowisko 22 grudnia 2015). |
| 1 czerwca 2017 | |
| – | - Hanny Majszczyk ze stanowiska podsekretarza stanu w Ministerstwie Finansów (powołana na to stanowisko 31 maja 2010). |
| 2 czerwca 2017 | |
| - Piotra Ćwika na stanowisko wojewody małopolskiego. | - Dawida Laska ze stanowiska podsekretarza stanu w Ministerstwie Sportu i Turystyki (powołany na to stanowisko 26 kwietnia 2016), - Józefa Pilcha ze stanowiska wojewody małopolskiego (powołany na to stanowisko 8 grudnia 2015), - Piotra Ćwika ze stanowiska wicewojewody małopolskiego (powołany na to stanowisko 16 grudnia 2015). |
| 5 czerwca 2017 | |
| - Michała Wosia na stanowisko podsekretarza stanu w Ministerstwie Sprawiedliwości. | – |
| 7 czerwca 2017 | |
| - Teresy Czerwińskiej na stanowisko podsekretarza stanu w Ministerstwie Finansów. | - Teresy Czerwińskiej ze stanowiska podsekretarza stanu w Ministerstwie Nauki i Szkolnictwa Wyższego (powołana na to stanowisko 10 grudnia 2015). |
| 14 czerwca 2017 | |
| - Rafała Bochenka, rzecznika prasowego rządu, na stanowisko podsekretarza stanu w Kancelarii Premiera. | – |
| 23 czerwca 2017 | |
| - Sebastiana Skuzy na stanowisko podsekretarza stanu w Ministerstwie Nauki i Szkolnictwa Wyższego. | – |
| 10 lipca 2017 | |
| - Dariusza Rogowskiego na stanowisko podsekretarza stanu w Ministerstwie Sportu i Turystyki. | – |
| 1 sierpnia 2017 | |
| - Marcina Czecha na stanowisko podsekretarza stanu w Ministerstwie Zdrowia. | – |
| 5 września 2017 | |
| - Krzysztofa Silickiego na stanowisko podsekretarza stanu w Ministerstwie Cyfryzacji. | – |
| 15 września 2017 | |
| - Jacka Czaputowicza na stanowisko podsekretarza stanu w Ministerstwie Spraw Zagranicznych. | – |
| 29 września 2017 | |
| – | - Jerzego Szmita ze stanowiska podsekretarza stanu w Ministerstwie Infrastruktury i Budownictwa (powołany na to stanowisko 20 listopada 2015). |
| wrzesień 2017 | |
| – | - Renaty Szczęch ze stanowiska podsekretarza stanu w Ministerstwie Spraw Zagranicznych (powołana na to stanowisko 14 września 2016). |
| 4 października 2017 | |
| - Marka Chodkiewicza na stanowisko podsekretarza stanu w Ministerstwie Infrastruktury i Budownictwa. | – |
| 18 października 2017 | |
| - Andżeliki Możdżanowskiej na stanowiska sekretarza stanu w Ministerstwie Rozwoju oraz pełnomocnika Rządu ds. małych i średnich przedsiębiorstw. | – |
| 19 października 2017 | |
| – | - Jakuba Skiby ze stanowisk sekretarza stanu w Ministerstwie Spraw Wewnętrznych i Administracji i pełnomocnika Rządu ds. Przygotowania Organów Administracji Państwowej do Współpracy z Systemem Informacyjnym Schengen i Wizowym Systemem Informacyjnym. (powołany na to stanowisko 18 listopada 2015). |
| 24 października 2017 | |
| - Renaty Szczęch na stanowisko podsekretarza stanu w Ministerstwie Spraw Wewnętrznych i Administracji. | – |
| 25 października 2017 | |
| - Tomasza Zdzikota na stanowiska sekretarza stanu w Ministerstwie Spraw Wewnętrznych i Administracji oraz pełnomocnika Rządu ds. Przygotowania Organów Administracji Państwowej do Współpracy z Systemem Informacyjnym Schengen i Wizowym Systemem Informacyjnym. | - Tomasza Zdzikota ze stanowiska podsekretarza stanu w Ministerstwie Spraw Wewnętrznych i Administracji (powołany na to stanowisko 18 listopada 2015). |
| 20 listopada 2017 | |
| - Tadeusza Skobela na stanowisko podsekretarza stanu w Ministerstwie Energii. | – |
| listopad 2017 | |
| - Tomasza Żuchowskiego na stanowiska sekretarza stanu w Ministerstwie Infrastruktury i Budownictwa oraz pełnomocnika Rządu ds. budowy mieszkań w zakresie Krajowego Zasobu Nieruchomości. | - Joanny Wroneckiej ze stanowiska podsekretarza stanu w Ministerstwie Spraw Zagranicznych (powołana na to stanowisko 27 listopada 2015), - Wojciecha Fałkowskiego ze stanowiska podsekretarza stanu w Ministerstwie Obrony Narodowej (powołany na to stanowisko 17 listopada 2015), - Tomasza Żuchowskiego ze stanowiska podsekretarza stanu w Ministerstwie Infrastruktury i Budownictwa (powołany na to stanowisko 20 listopada 2015). |
| 1 grudnia 2017 | |
| - Dominika Smyrgały na stanowisko podsekretarza stanu w Ministerstwie Obrony Narodowej. | – |
| 11 grudnia 2017 | |
| – | - Piotra Glińskiego z urzędów wiceprezesa Rady Ministrów oraz ministra kultury i dziedzictwa narodowego (powołany na te urzędy 16 listopada 2015), - Jarosława Gowina z urzędów wiceprezesa Rady Ministrów oraz ministra nauki i szkolnictwa wyższego (powołany na te urzędy 16 listopada 2015), - Mateusza Morawieckiego z urzędów wiceprezesa Rady Ministrów oraz ministra rozwoju i finansów (powołany na te urzędy 28 września 2016), - Andrzeja Adamczyka z urzędu ministra infrastruktury i budownictwa (powołany na ten urząd 16 listopada 2015), - Witolda Bańki z urzędu ministra sportu i turystyki (powołany na ten urząd 16 listopada 2015), - Mariusza Błaszczaka z urzędu ministra spraw wewnętrznych i administracji (powołany na ten urząd 16 listopada 2015), - Marka Gróbarczyka na urząd ministra gospodarki morskiej i żeglugi śródlądowej (powołany na ten urząd 16 listopada 2015) , - Krzysztofa Jurgiela z urzędu ministra rolnictwa i rozwoju wsi (powołany na ten urząd 16 listopada 2015), - Mariusza Kamińskiego z urzędu ministra-członka Rady Ministrów (powołany na ten urząd 16 listopada 2015), - Beaty Kempy z urzędu ministra-członka Rady Ministrów (powołana na ten urząd 16 listopada 2015), - Henryka Kowalczyka z urzędu ministra-członka Rady Ministrów (powołany na ten urząd 16 listopada 2015), - Antoniego Macierewicza z urzędu ministra obrony narodowej (powołany na ten urząd 16 listopada 2015), - Konstantego Radziwiłła z urzędu ministra zdrowia (powołany na ten urząd 16 listopada 2015), - Elżbiety Rafalskiej z urzędu ministra rodziny, pracy i polityki społecznej (powołany na ten urząd 16 listopada 2015), - Anny Streżyńskiej z urzędu ministra cyfryzacji (powołana na ten urząd 16 listopada 2015), - Jana Szyszko z urzędu ministra środowiska (powołany na ten urząd 16 listopada 2015), - Krzysztofa Tchórzewskiego z urzędu ministra energii (powołany na ten urząd 1 grudnia 2015), - Witolda Waszczykowskiego z urzędu ministra spraw zagranicznych (powołany na ten urząd 16 listopada 2015), - Elżbiety Witek z urzędu ministra-członka Rady Ministrów (powołana na ten urząd 16 listopada 2015), - Anny Zalewskiej z urzędu ministra edukacji narodowej (powołana na ten urząd 16 listopada 2015), - Zbigniewa Ziobry z urzędów ministra sprawiedliwości i prokuratora generalnego (powołany na te urzędy 16 listopada 2015). |

## Powołania i odwołania w administracji rządowej
| Powołanie | Odwołanie |
| 17 listopada 2015 | 17 listopada 2015 |
| --- | --- |
| - Konrada Tomaszewskiego na stanowisko dyrektora generalnego Państwowego Gospodarstwa Leśnego Lasy Państwowe. | - Adama Wasiaka ze stanowiska dyrektora generalnego Państwowego Gospodarstwa Leśnego Lasy Państwowe (powołany na to stanowisko 7 lutego 2012). |
| 18 listopada 2015 | |
| - Romanowi Jaworskiemu, zastępcy Głównego Inspektora Ochrony Środowiska, powierzenie pełnienia obowiązków Głównego Inspektora Ochrony Środowiska. | - Jerzego Kulińskiego ze stanowiska Głównego Inspektora Ochrony Środowiska (powołany na to stanowisko 1 lutego 2015). |
| 19 listopada 2015 | |
| - Grzegorzowi Małeckiemu powierzenie obowiązków szefa Agencji Wywiadu, - Piotrowi Pogonowskiemu powierzenie obowiązków szefa Agencji Bezpieczeństwa Wewnętrznego, - Piotrowi Bączkowi powierzenie obowiązków szefa Służby Kontrwywiadu Wojskowego, - Andrzejowi Kowalskiemu powierzenie obowiązków szefa Służby Wywiadu Wojskowego. | - Macieja Huni ze stanowiska szefa Agencji Wywiadu (powołany na to stanowisko 11 sierpnia 2008), - Dariusza Łuczaka ze stanowiska szefa Agencji Bezpieczeństwa Wewnętrznego (powołany na to stanowisko 16 kwietnia 2013), - Piotra Pytla ze stanowiska szefa Służby Kontrwywiadu Wojskowego (powołany na to stanowisko 10 stycznia 2014), - Radosława Kujawy ze stanowiska szefa Służby Wywiadu Wojskowego (powołany na to stanowisko 11 sierpnia 2008). |
| 20 listopada 2015 | |
| - Waldemarowi Humięckiemu powierzenie obowiązków prezesa Agencji Nieruchomości Rolnych. | - Leszka Świętochowskiego ze stanowiska prezesa Agencji Nieruchomości Rolnych (powołany na to stanowisko 16 stycznia 2012). |
| 26 listopada 2015 | |
| - Jakubowi Dziubeckiemu powierzenie obowiązków Generalnego Dyrektora Ochrony Środowiska. | - Michała Kiełszni ze stanowiska Generalnego Dyrektora Ochrony Środowiska (powołany na to stanowisko 23 stycznia 2008), - Witolda Sumisławskiego ze stanowiska prezesa Krajowego Zarządu Gospodarki Wodnej (powołany na to stanowisko 1 marca 2013). |
| 27 listopada 2015 | |
| - Danielowi Obajtkowi powierzenie obowiązków prezesa Agencji Restrukturyzacji i Modernizacji Rolnictwa, - Iwonie Kozie powierzenie obowiązków prezesa Krajowego Zarządu Gospodarki Wodnej. | - Andrzeja Grossa ze stanowiska prezesa Agencji Restrukturyzacji i Modernizacji Rolnictwa (powołany na to stanowisko 25 lutego 2013), - Marka Stępnia ze stanowiska zastępcy szefa Agencji Wywiadu, - Pawła Woźniaka ze stanowiska zastępcy szefa Agencji Wywiadu. |
| listopad 2015 | |
| - Norberta Loby na stanowisko zastępcy szefa Agencji Bezpieczeństwa Wewnętrznego, - Krzysztofowi Malesa powierzenie obowiązków dyrektora Rządowego Centrum Bezpieczeństwa. | - Kazimierza Mordaszewskiego ze stanowiska zastępcy szefa Agencji Bezpieczeństwa Wewnętrznego (powołany na to stanowisko 1 listopada 2012), - Piotra Marciniaka ze stanowiska zastępcy szefa Agencji Bezpieczeństwa Wewnętrznego (powołany na to stanowisko 23 lutego 2015), - Janusza Skulicha ze stanowiska dyrektora Rządowego Centrum Bezpieczeństwa (powołany na to stanowisko 29 kwietnia 2014). |
| 1 grudnia 2015 | |
| - Ernestowi Bejdzie powierzenie obowiązków szefa Centralnego Biura Antykorupcyjnego. | - Pawła Wojtunika ze stanowiska szefa Centralnego Biura Antykorupcyjnego (powołany na to stanowisko 30 grudnia 2009). |
| 3 grudnia 2015 | |
| – | - Andrzeja Kolasy z powierzenia obowiązków dyrektora Transportowego Dozoru Technicznego (powołany na to stanowisko 14 stycznia 2014). |
| 4 grudnia 2015 | |
| - Andrzeja Pawlikowskiego na stanowisko szefa Biura Ochrony Rządu, - Jana Urbanowicza na stanowisko dyrektora Transportowego Dozoru Technicznego. | - Krzysztofa Klimka ze stanowiska szefa Biura Ochrony Rządu (powołany na to stanowisko 22 marca 2013). |
| 7 grudnia 2015 | |
| – | - Radosława Szatkowskiego ze stanowiska prezesa Agencji Rynku Rolnego (powołany na to stanowisko 3 czerwca 2013). |
| 8 grudnia 2015 | |
| - Annie Gut powierzenie obowiązków prezesa Agencji Rynku Rolnego, - Janinie Pszczółkowskiej, I zastępcy prezesa Kasy Rolniczego Ubezpieczenia Społecznego, powierzenie obowiązków prezesa Kasy Rolniczego Ubezpieczenia Społecznego, - Piotra Krawczyka na stanowisko zastępcy szefa Agencji Wywiadu. | - Artura Brzóski ze stanowiska prezesa Kasy Rolniczego Ubezpieczenia Społecznego (powołany na to stanowisko 5 stycznia 2012). |
| 10 grudnia 2015 | |
| - Mateusza Mroza na stanowisko wiceprezesa Agencji Mienia Wojskowego. | - Krzysztofa Gajewskiego ze stanowiska Komendanta Głównego Policji (powołany na to stanowisko 11 lutego 2015). |
| 11 grudnia 2015 | |
| - Zbigniewa Maja na stanowisko Komendanta Głównego Policji, - Mateuszowi Mrozowi, wiceprezesowi Agencji Mienia Wojskowego, powierzenie obowiązków prezesa Agencji Mienia Wojskowego. | – |
| 12 grudnia 2015 | |
| - Jacka Lipskiego na stanowisko zastępcy szefa Biura Ochrony Rządu, - Tomasza Kędzierskiego na stanowisko zastępcy szefa Biura Ochrony Rządu. | - Mirosława Depko ze stanowiska zastępcy szefa Biura Ochrony Rządu (powołany na to stanowisko 25 stycznia 2013), - Łukasza Demela ze stanowiska zastępcy szefa Biura Ochrony Rządu (powołany na to stanowisko 26 marca 2013). |
| 15 grudnia 2015 | |
| – | - Mirosława Schosslera ze stanowiska zastępcy Komendanta Głównego Policji (powołany na to stanowisko 19 kwietnia 2013). |
| 17 grudnia 2015 | |
| - Marka Kubiaka na stanowisko dyrektora Rządowego Centrum Bezpieczeństwa, - Krzysztofa Malesy na stanowisko zastępcy dyrektora Rządowego Centrum Bezpieczeństwa. | - Krzysztofa Malesy z pełnienia obowiązków dyrektora Rządowego Centrum Bezpieczeństwa (powołany na to stanowisko w listopadzie 2015). |
| 21 grudnia 2015 | |
| – | - Wiesława Leśniakiewicza ze stanowiska Komendanta Głównego Straży Pożarnej (powołany na to stanowisko 3 stycznia 2008). |
| 22 grudnia 2015 | |
| - Leszka Suskiego na stanowisko Komendanta Głównego Straży Pożarnej. | – |
| 23 grudnia 2015 | |
| - Andrzeja Szymczyka na stanowisko zastępcy Komendanta Głównego Policji. | – |
| 29 grudnia 2015 | |
| - Marka Jasińskiego na stanowisko zastępcy Komendanta Głównego Straży Pożarnej. | – |
| 31 grudnia 2015 | |
| - Marka Łapińskiego na stanowisko Komendanta Głównego Straży Granicznej. | - Dominika Tracza ze stanowiska Komendanta Głównego Straży Granicznej (powołany na to stanowisko 11 kwietnia 2012). |
| grudzień 2015 | |
| - Pawła Kacprzaka na stanowisko zastępcy szefa Służby Wywiadu Wojskowego, - Grzegorza Ocieczka na stanowisko zastępcy szefa Centralnego Biura Antykorupcyjnego, - Jackowi Bojarowiczowi powierzenie obowiązków dyrektora Generalnej Dyrekcji Dróg Krajowych i Autostrad, - Marka Utrackiego na stanowisko zastępcy szefa Służby Kontrwywiadu Wojskowego, - Bogdana Sakowicza na stanowisko zastępcy szefa Centralnego Biura Antykorupcyjnego. | - Janusza Czerwińskiego ze stanowiska zastępcy szefa Centralnego Biura Antykorupcyjnego (powołany na to stanowisko 14 października 2009), - Henryka Horosza ze stanowiska zastępcy szefa Służby Wywiadu Wojskowego, - Macieja Klepacza ze stanowiska zastępcy szefa Centralnego Biura Antykorupcyjnego (powołany na to stanowisko 28 maja 2010), - Tomasza Rudnickiego z powierzenia obowiązków dyrektora Generalnej Dyrekcji Dróg Krajowych i Autostrad (powołany na to stanowisko 23 kwietnia 2015), - Jarosława Wojtowicza ze stanowiska wiceprezesa Agencji Restrukturyzacji i Modernizacji Rolnictwa (powołany na to stanowisko 1 grudnia 2011). |
| 4 stycznia 2016 | |
| – | - Wojciecha Olbrysia ze stanowiska zastępcy Komendanta Głównego Policji (powołany na to stanowisko 15 maja 2013). |
| 5 stycznia 2016 | |
| - Alvin Gajadhurowi powierzenie obowiązków Głównego Inspektora Transportu Drogowego. | - Tomasza Połcia ze stanowiska Głównego Inspektora Transportu Drogowego (powołany na to stanowisko 21 grudnia 2007). |
| 14 stycznia 2016 | |
| - Jacka Dubińskiego na stanowisko prezesa Kasy Rolniczego Ubezpieczenia Społecznego, - Waldemara Humięckiego na stanowisko prezesa Agencji Nieruchomości Rolnych. | - Janiny Pszczółkowskiej, I zastępcy prezesa Kasy Rolniczego Ubezpieczenia Społecznego, z powierzenia obowiązków prezesa Kasy Rolniczego Ubezpieczenia Społecznego (powołana na to stanowisko 8 grudnia 2015), - Waldemara Humięckiego z powierzenia obowiązków prezesa Agencji Nieruchomości Rolnych (powołany na to stanowiska 20 listopada 2015), - Teresy Hernik ze stanowiska prezesa Państwowego Funduszu Rehabilitacji Osób Niepełnosprawnych (powołana na to stanowisko 7 marca 2014). |
| 15 stycznia 2016 | |
| - Marii Fajger na stanowisko wiceprezesa Agencji Restrukturyzacji i Modernizacji Rolnictwa, - Teresie Hernik powierzenie obowiązków prezesa Państwowego Funduszu Rehabilitacji Osób Niepełnosprawnych. | – |
| 18 stycznia 2016 | |
| - Haliny Szymańskiej oraz Karola Tylendy na stanowiska wiceprezesów Agencji Restrukturyzacji i Modernizacji Rolnictwa. | - Zbigniewa Banaszkiewicza ze stanowiska wiceprezesa Agencji Restrukturyzacji i Modernizacji Rolnictwa (powołany na to stanowisko 25 lutego 2013). |
| 20 stycznia 2016 | |
| - Andrzeja Knecia na stanowisko wiceprezesa Kasy Rolniczego Ubezpieczenia Społecznego. | - Krystyny Gduli ze stanowiska wiceprezesa Kasy Rolniczego Ubezpieczenia Społecznego (powołana na to stanowisko 1 czerwca 2014). |
| 25 stycznia 2016 | |
| - Jolanty Chmiel na stanowisko wiceprezesa Agencji Restrukturyzacji i Modernizacji Rolnictwa. | - Cezarego Szeligi ze stanowiska wiceprezesa Agencji Restrukturyzacji i Modernizacji Rolnictwa (powołany na to stanowisko 1 lipca 2013). |
| 26 stycznia 2016 | |
| - Jana Lacha na stanowisko zastępcy Komendanta Głównego Policji. | - Cezarego Popławskiego ze stanowiska zastępcy Komendanta Głównego Policji (powołany na to stanowisko 24 lutego 2015). |
| 29 stycznia 2016 | |
| - Leszka Boska na stanowisko prezesa Prokuratorii Generalnej. | – |
| 31 stycznia 2016 | |
| – | - Jana Ciechanowskiego ze stanowiska szefa Urzędu do Spraw Kombatantów i Osób Represjonowanych (powołany na to stanowisko 15 kwietnia 2010). |
| styczeń 2016 | |
| - Iwony Wieczorek na stanowisko dyrektora Narodowego Instytutu Samorządu Terytorialnego, - Adamowi Sobczakowi powierzenie obowiązków dyrektora Centralnego Ośrodka Informatyki, - Moniki Jakubiak na stanowisko zastępcy dyrektora Centralnego Ośrodka Informatyki. | - Krystyny Gurbiel ze stanowiska zastępcy prezesa Agencji Rynku Rolnego (powołana na to stanowisko 21 lipca 2014), - Witolda Zbrożka ze stanowiska zastępcy prezesa Agencji Nieruchomości Rolnych (powołany na to stanowisko 21 maja 2012), - Nikodema Bończę-Tomaszewskiego ze stanowiska dyrektora Centralnego Ośrodka Informatyki (powołany na to stanowisko w kwietniu 2012), - Anny Jaczkowksiej ze stanowiska zastępcy dyrektora Centralnego Ośrodka Informatyki, - Katarzyny Zalewskiej-Trzepioty ze stanowiska zastępcy dyrektora Centralnego Ośrodka Informatyki, - Sebastiana Zduńczyka ze stanowiska zastępcy dyrektora Centralnego Ośrodka Informatyki, - Michała Głowińskiego ze stanowiska zastępcy dyrektora Centralnego Ośrodka Informatyki, - Marcina Malickiego ze stanowiska zastępcy dyrektora Centralnego Ośrodka Informatyki. |
| 1 lutego 2016 | |
| - Andrzeja Jacyny na stanowisko zastępcy prezesa Narodowego Funduszu Zdrowia, - Andrzejowi Biernatowi powierzenie obowiązków Naczelnego Dyrektora Archiwów Państwowych, - Janowi Kasprzykowi powierzenie obowiązków szefa Urzędu do Spraw Kombatantów i Osób Represjonowanych, - Grzegorza Świszcza na stanowisko zastępcy dyrektora Rządowego Centrum Bezpieczeństwa. | - Krzysztofa Tuczapskiego ze stanowiska zastępcy prezesa Narodowego Funduszu Zdrowia (powołany na to stanowisko 4 sierpnia 2014), - Władysława Stępniaka ze stanowiska Naczelnego Dyrektora Archiwów Państwowych (powołany na to stanowisko 10 sierpnia 2011). |
| 2 lutego 2016 | |
| - Hanny Myjak na stanowisko wiceprezesa Agencji Nieruchomości Rolnych. | – |
| 8 lutego 2016 | |
| - Małgorzaty Stręciwilk na stanowisko prezesa Urzędu Zamówień Publicznych. | - Dariusza Piasta, wiceprezesa Urzędu Zamówień Publicznych, z pełnienia obowiązków prezesa Urzędu Zamówień Publicznych (powołany na to stanowisko we wrześniu 2015). |
| 9 lutego 2016 | |
| - Włodzimierza Skorupskiego na stanowisko Głównego Lekarza Weterynarii. | - Marka Pirsztuka ze stanowiska Głównego Lekarza Weterynarii (powołany na to stanowisko 7 lipca 2014). |
| 11 lutego 2016 | |
| - Gertrudy Uścińskiej na stanowisko prezesa Zakładu Ubezpieczeń Społecznych, - Andrzejowi Szymczykowi, I zastępcy Komendanta Głównego Policji, powierzenie obowiązków Komendanta Głównego Policji, - Tomasza Różańskiego i Jarosława Ołowskiego na stanowiska wiceprezesów Agencji Rynku Rolnego. | - Elżbiety Łopacińskiej z pełnienia obowiązków prezesa Zakładu Ubezpieczeń Społecznych (powołana na to stanowisko 1 kwietnia 2015), - Zbigniewa Maja ze stanowiska Komendanta Głównego Policji (powołany na to stanowisko 11 grudnia 2015), - Lucjana Zwolaka ze stanowiska wiceprezesa Agencji Rynku Rolnego (powołany na to stanowisko w 2011). |
| 13 lutego 2016 | |
| - Andrzeja Chodkowskiego na stanowisko Głównego Inspektora Ochrony Roślin i Nasiennictwa. | – |
| 15 lutego 2016 | |
| - Adama Sekścińskiego na stanowisko zastępcy prezesa Kasy Rolniczego Ubezpieczenia Społecznego, - Macieja Miłkowskiego na stanowisko zastępcy prezesa Narodowego Funduszu Zdrowia, - Krzysztofowi Lissowskiemu powierzenie obowiązków Generalnego Dyrektora Ochrony Środowiska, - Adama Eberhardta na stanowisko dyrektora Ośrodka Studiów Wschodnich im. Marka Karpia, - Mateusza Gniazdowskiego na stanowisko zastępcy dyrektora Ośrodka Studiów Wschodnich. | - Jakubowi Dziubeckiemu z pełnienia obowiązków Generalnego Dyrektora Ochrony Środowiska (powołany na to stanowisko 26 listopada 2015). |
| 16 lutego 2016 | |
| - Łukasza Hołubowskiego na stanowisko prezesa Agencji Rynku Rolnego. | - Anny Gut z pełnienia obowiązków prezesa Agencji Rynku Rolnego (powołana na to stanowisko 8 grudnia 2015). |
| 19 lutego 2016 | |
| - Piotra Bączka na stanowisko szefa Służby Kontrwywiadu Wojskowego, - Ernesta Bejdy na stanowisko szefa Centralnego Biura Antykorupcyjnego, - Andrzeja Kowalskiego na stanowisko szefa Służby Wywiadu Wojskowego, - Grzegorza Małeckiego na stanowisko szefa Agencji Wywiadu, - Piotra Pogonowskiego na stanowisko szefa Agencji Bezpieczeństwa Wewnętrznego, - Krzysztofa Hejduka na stanowisko zastępcy Komendanta Głównego Państwowej Straży Pożarnej. | - Piotra Bączka z pełnienia obowiązków szefa Służby Kontrwywiadu Wojskowego (powołany na to stanowisko 19 listopada 2015), - Ernest Bejda z pełnienia obowiązków szefa Centralnego Biura Antykorupcyjnego (powołany na to stanowisko 1 grudnia 2015), - Andrzeja Kowalskiego z pełnienia obowiązków szefa Służby Wywiadu Wojskowego (powołany na to stanowisko 19 listopada 2015), - Grzegorza Małeckiego z pełnienia obowiązków szefa Agencji Wywiadu (powołany na to stanowisko 19 listopada 2015), - Piotra Pogonowskiego z pełnienia obowiązków szefa Agencji Bezpieczeństwa Wewnętrznego (powołany na to stanowisko 19 listopada 2015). |
| 22 lutego 2016 | |
| - Tomasza Maruszewskiego na stanowisko zastępcy prezesa Państwowego Funduszu Rehabilitacji Osób Niepełnosprawnych. | – |
| 24 lutego 2016 | |
| - Ignacemu Górze, wiceprezesowi Urzędu Transportu Kolejowego, powierzenie obowiązków prezesa Urzędu Transportu Kolejowego. | - Krzysztofa Dyla ze stanowiska prezesa Urzędu Transportu Kolejowego (powołany na to stanowisko 18 czerwca 2012). |
| 25 lutego 2016 | |
| - Sławomira Dębskiego na stanowisko dyrektora Polskiego Instytutu Spraw Międzynarodowych. - Krzysztofa Dyla na stanowisko zastępcy prezesa Urzędu Komunikacji Elektronicznej. | – |
| luty 2016 | |
| - Dorocie Habich powierzenie obowiązków prezesa Głównego Urzędu Miar. | - Janiny Popowskiej ze stanowiska prezesa Głównego Urzędu Miar (powołana na to stanowisko w 2007), - Michała Roguskiego ze stanowiska zastępcy szefa Służby Wywiadu Wojskowego. |
| 2 marca 2016 | |
| - Dobrosława Dowiata-Urbańskiego na stanowisko szefa Służby cywilnej. | – |
| 11 marca 2016 | |
| – | - Tadeusza Jędrzejczyka ze stanowiska prezesa Narodowego Funduszu Zdrowia (powołany na to stanowisko 3 czerwca 2014). |
| 14 marca 2016 | |
| - Andrzejowi Jacynie, wiceprezesowi Narodowego Funduszu Zdrowia, powierzenie obowiązków prezesa Narodowego Funduszu Zdrowia, - Robertowi Kęsy powierzenie obowiązków zastępcy prezesa Krajowego Zarządu Gospodarki Wodnej. | – |
| 31 marca 2016 | |
| - Andrzejowi Przybycinowi powierzenie obowiązków prezesa Państwowej Agencji Atomistyki. | - Janusza Witkowskiego ze stanowiska prezesa Głównego Urzędu Statystycznego (powołany na to stanowisko 10 sierpnia 2011), - Aleksandry Porady ze stanowiska zastępcy Głównego Lekarza Weterynarii (powołana na to stanowisko 6 października 2014). |
| marzec 2016 | |
| – | - Macieja Matysiaka ze stanowiska zastępcy szefa Służby Kontrwywiadu Wojskowego, - Zbigniewa Tetera ze stanowiska zastępcy prezesa Narodowego Funduszu Zdrowia (powołany na to stanowisko (9 maja 2008). |
| 1 kwietnia 2016 | |
| - Halinie Dmochowskiej, wiceprezesowi Głównego Urzędu Statystycznego, powierzenie obowiązków prezesa Głównego Urzędu Statystycznego, - Jacka Kucharskiego na stanowisko zastępcy Głównego Lekarza Weterynarii, - Dominika Zarembę na stanowisko wiceprezesa Agencji Mienia Wojskowego, - Patrycję Klarecką na stanowisko prezesa Polskiej Agencji Rozwoju Przedsiębiorczości. | – |
| 13 kwietnia 2016 | |
| - Jarosława Szymczyka na stanowisko Komendanta Głównego Policji, - Karola Tylendy na stanowisko wiceprezesa Agencji Nieruchomości Rolnych. | - Andrzeja Szymczyka, I zastępcy Komendanta Głównego Policji, z pełnienia obowiązków Komendanta Głównego Policji (powołany na to stanowisko 11 lutego 2016), - Karola Tylendy ze stanowiska wiceprezesa Agencji Restrukturyzacji i Modernizacji Rolnictwa (powołany na to stanowisko 18 stycznia 2016). |
| 21 kwietnia 2016 | |
| - Wojciecha Woźniaka na stanowisko Naczelnego Dyrektora Archiwów Państwowych. | - Andrzeja Biernata, zastępcy Naczelnego Dyrektora Archiwów Państwowych, z pełnienia obowiązków Naczelnego Dyrektora Archiwów Państwowych (powołany na to stanowisko 1 lutego 2016). |
| 27 kwietnia 2016 | |
| - Roberta Kwiatkowskiego na stanowisko prezesa Państwowego Funduszu Rehabilitacji Osób Niepełnosprawnych. | - Teresy Hernik z pełnienia obowiązków prezesa Państwowego Funduszu Rehabilitacji Osób Niepełnosprawnych (powołana na to stanowisko 7 marca 2014). |
| 28 kwietnia 2016 | |
| - Teresie Hernik powierzenie obowiązków zastępcy prezesa Państwowego Funduszu Rehabilitacji Osób Niepełnosprawnych. | – |
| kwiecień 2016 | |
| - Dariuszowi Golcowi powierzenie obowiązków zastępcy wiceprezesa Agencji Restrukturyzacji i Modernizacji Rolnictwa. | - Tomasza Różańskiego ze stanowiska wiceprezesa Agencji Rynku Rolnego (powołany na to stanowisko 11 lutego 2016). |
| 12 maja 2016 | |
| - Marka Niechciała na stanowisko prezesa Urzędu Ochrony Konkurencji i Konsumentów. | - Adama Jassera ze stanowiska prezesa Urzędu Ochrony Konkurencji i Konsumentów (powołany na to stanowisko 18 marca 2014). |
| 17 maja 2016 | |
| - Włodzimierza Lewandowskiego na stanowisko prezesa Głównego Urzędu Miar. | - Doroty Habich z pełnienia obowiązków prezesa Głównego Urzędu Miar. |
| 25 maja 2016 | |
| - Marka Haliniaka na stanowisko Głównego Inspektora Ochrony Środowiska. | - Romanowi Jaworskiemu, zastępcy Głównego Inspektora Ochrony Środowiska, z powierzenie pełnienia obowiązków Głównego Inspektora Ochrony Środowiska. |
| 1 czerwca 2016 | |
| - Piotrowi Wojtachowi, wiceprezesowi Wyższego Urzędu Górniczego, powierzenie obowiązków prezesa Wyższego Urzędu Górniczego, - Rafała Leśkiewicza na stanowisko dyrektora Centralnego Ośrodka Informatyki. | - Adama Sobczaka z pełnienia obowiązków dyrektora Centralnego Ośrodka Informatyki (powołany na to stanowisko w styczniu 2016). |
| 7 czerwca 2016 | |
| - Dominika Rozkruta na stanowisko prezesa Głównego Urzędu Statystycznego. | – |
| czerwiec 2016 | |
| – | - Haliny Dmochowskiej ze stanowiska wiceprezesa Głównego Urzędu Statystycznego. |
| 1 lipca 2016 | |
| - Andrzeja Ziółkowskiego na stanowisko prezesa Urzędu Dozoru Technicznego. | - Andrzeja Biernata ze stanowiska zastępcy Naczelnego Dyrektora Archiwów Państwowych. |
| 12 lipca 2016 | |
| - Piotrowi Samsonowi powierzenie obowiązków prezesa Urzędu Lotnictwa Cywilnego. | - Piotra Ołowskiego ze stanowiska prezesa Urzędu Lotnictwa Cywilnego (powołany na to stanowisko 16 października 2012). |
| 1 sierpnia 2016 | |
| - Macieja Dobieszewskigo na stanowisko zastępcy prezesa Głównego Urzędu Miar. | - Kazimierza Bujakowskiego ze stanowisk Głównego Geodety Kraju, prezesa Głównego Urzędu Geodezji i Kartografii (powołany na te stanowiska 18 czerwca 2012). |
| 3 sierpnia 2016 | |
| – | - Jacka Dubińskiego ze stanowiska prezesa Kasy Rolniczego Ubezpieczenia Społecznego (powołany na to stanowisko 14 stycznia 2016), - Adama Wojciecha Sekścińskiego ze stanowiska wiceprezesa Kasy Rolniczego Ubezpieczenia Społecznego (powołany na to stanowisko 15 lutego 2016). |
| 4 sierpnia 2016 | |
| - Adama Wojciecha Sekścińskiego na stanowisko prezesa Kasy Rolniczego Ubezpieczenia Społecznego, - Aleksandrze Jabłonowskiej powierzenie obowiązków Głównego Geodety Kraju oraz prezesa Głównego Urzędu Geodezji i Kartografii. | – |
| 5 sierpnia 2016 | |
| - Piotrowi Goździkowi powierzenie obowiązków wiceprezesa Urzędu Lotnictwa Cywilnego. | – |
| 17 sierpnia 2016 | |
| – | - Karola Tylendy ze stanowiska wiceprezesa Agencji Nieruchomości Rolnych (powołany na to stanowisko 13 kwietnia 2016). |
| 25 sierpnia 2016 | |
| - Doroty Habich na stanowisko zastępcy prezesa Państwowego Funduszu Rehabilitacji Osób Niepełnosprawnych. | - Teresy Hernik z powierzenie obowiązków zastępcy prezesa Państwowego Funduszu Rehabilitacji Osób Niepełnosprawnych (powołana na stanowisko 28 kwietnia 2016). |
| 31 sierpnia 2016 | |
| - Moniki Jakubiak na stanowisko dyrektora Centralnego Ośrodka Informatyki. | - Rafała Leśkiewicza ze stanowiska dyrektora Centralnego Ośrodka Informatyki (powołany na to stanowisko 1 czerwca 2016), - Moniki Jakubiak ze stanowiska zastępcy dyrekotra Centralnego Ośrodka Informatyki (powołana na to stanowisko w styczniu 2016). - Jacka Jarząbka ze stanowisk zastępcy Głównego Geodety Kraju oraz wiceprezesa Głównego Urzędu Geodezji i Kartografii (powołany na to stanowisko 20 sierpnia 2008). |
| 7 września 2016 | |
| - Andrzeja Sutkowskiego na stanowisko wiceprezesa Agencji Nieruchomości Rolnych. | – |
| 22 września 2016 | |
| - Ewy Paluch na stanowisko wiceprezesa Państwowej Agencji Atomistyki. | – |
| 27 września 2016 | |
| - Piotrowi Krawczykowi, zastępcy szefa Agencji Wywiadu, powierzenie obowiązków szefa Agencji Wywiadu. | - Grzegorza Małeckiego ze stanowiska szefa Agencji Wywiadu (powołany na to stanowisko 19 lutego 2016). |
| wrzesień 2016 | |
| – | - Macieja Jurkowskiego ze stanowiska wiceprezesa Polskiej Agencji Atomistyki. |
| październik 2016 | |
| - Dominika Dudy na stanowisko zastępcy szefa Agencji Wywiadu. | – |
| 12 października 2016 | |
| – | - Andrzeja Jakubiaka ze stanowiska przewodniczącego Komisji Nadzoru Finansowego (powołany na to stanowisko 12 października 2011). |
| 13 października 2016 | |
| - Marka Chrzanowskiego na stanowisko przewodniczącego Komisji Nadzoru Finansowego. | – |
| 17 października 2016 | |
| - Krzysztofa Retyka na stanowisko zastępcy prezesa Kasy Rolniczego Ubezpieczenia Społecznego. | – |
| 18 października 2016 | |
| - Grażynie Kierznowskiej powierzenie obowiązków zastępcy Głównego Geodety Kraju. | – |
| październik 2016 | |
| - Tomasza Grudzińskiego na stanowisko zastępcy szefa Służby Kontrwywiadu Wojskowego. | – |
| 24 listopada 2016 | |
| - Ignacego Góry, p.o. prezesa UTK, na stanowisko prezesa Urzędu Transportu Kolejowego. | - Ignacego Góry z powierzenia obowiązków prezesa Urzędu Transportu Kolejowego (powołany na to stanowisko 24 lutego 2016) i ze stanowiska wiceprezesa Urzędu Transportu Kolejowego (powołany na to stanowisko 3 października 2013). |
| listopad 2016 | |
| – | - Konrada Cucha ze stanowiska wiceprezesa Głównego Urzędu Statystycznego (powołany na to stanowisko 26 maja 2014). |
| 1 grudnia 2016 | |
| - Henryka Niestroja na stanowisko zastępcy Naczelnego Dyrektora Archiwów Państwowych. | – |
| 12 grudnia 2016 | |
| - Krzysztofa Kondraciuka na stanowisko Generalnego Dyrektora Dróg Krajowych i Autostrad, - Krystynie Kozłowskiej powierzenie obowiązków Rzecznika Praw Pacjenta. | - Jacka Bojarowicza z powierzenia obowiązków Generalnego Dyrektora Dróg Krajowych i Autostrad (powołany na to stanowisko w grudniu 2015), - Krystyny Kozłowskiej ze stanowiska Rzecznika Praw Pacjenta (powołana na to stanowisko 2 października 2009). |
| 15 grudnia 2016 | |
| - Huberta Nowaka na stanowisko wiceprezesa Urzędu Zamówień Publicznych, - Lucyny Olborskiej, pełniącej obowiązki dyrektora Polskiego Centrum Akredytacji, na stanowisko dyrektora Polskiego Centrum Akredytacji. | - Lucyny Olborskiej z powierzenia obowiązków dyrektora Polskiego Centrum Akredytacji (powołana na to stanowisko 1 sierpnia 2015). |
| 22 grudnia 2016 | |
| - Arkadiuszowi Szymoniukowi powierzenie obowiązków zastępcy prezesa Agencji Restrukturyzacji i Modernizacji Rolnictwa, - Piotra Samsona na stanowisko prezesa Urzędu Lotnictwa Cywilnego, - Janusza Niedzieli na stanowisko prezesa Polskiej Agencji Żeglugi Powietrznej. | - Jarosława Sierszchulskiego ze stanowiska zastępcy prezesa Agencji Restrukturyzacji i Modernizacji Rolnictwa (powołany na to stanowisko 1 października 2013), - Piotra Samsona z powierzenia obowiązków prezesa Urzędu Lotnictwa Cywilnego (powołany na to stanowisko 12 lipca 2016), - Magdaleny Jaworskiej z powierzenia obowiązków prezesa Polskiej Agencji Żeglugi Powietrznej (powołana na to stanowisko 11 lutego 2015), - Janusza Niedzieli ze stanowiska wiceprezesa Polskiej Agencji Żeglugi Powietrznej (powołany na to stanowisko w maju 2016). |
| 28 grudnia 2016 | |
| - Piotra Krawczyka na stanowisko szefa Agencji Wywiadu. | - Piotra Krawczyka ze stanowisk zastępcy szefa Agencji Wywiadu (powołany na to stanowisko 8 grudnia 2015) i z powierzenia obowiązków szefa Agencji Wywiadu (powołany na to stanowisko 27 września 2016), - Włodzimierza Skorupskiego ze stanowiska Głównego Lekarza Weterynarii (powołany na to stanowisko 9 lutego 2016). |
| 30 grudnia 2016 | |
| - Pawła Niemczuka na stanowisko Głównego Lekarza Weterynarii. | – |
| 5 stycznia 2017 | |
| - Daniela Cichego na stanowisko dyrektora Polskiego Wydawnictwa Muzycznego. | – |
| 13 stycznia 2017 | |
| – | - Aleksandry Jabłonowskiej z powierzenia obowiązków Głównego Geodety Kraju oraz prezesa Głównego Urzędu Geodezji i Kartografii (powołana na te stanowiska 4 sierpnia 2016), - Grażyny Kierznowskiej z powierzenia obowiązków zastępcy Głównego Geodety Kraju (powołana na to stanowisko 18 października 2016). |
| 14 stycznia 2017 | |
| - Grażynie Kierznowskiej powierzenie obowiązków Głównego Geodety Kraju oraz prezesa Głównego Urzędu Geodezji i Kartografii. | – |
| 27 stycznia 2017 | |
| – | - Andrzeja Pawlikowskiego ze stanowiska szefa Biura Ochrony Rządu (powołany na to stanowisko 4 grudnia 2015). |
| 28 stycznia 2017 | |
| - Tomaszowi Kędzierskiemu, zastępcy szefa Biura Ochrony Rządu, powierzenie obowiązków szefa Biura Ochrony Rządu. | – |
| 31 stycznia 2017 | |
| – | - Dariusza Piasty ze stanowiska wiceprezesa Urzędu Zamówień Publicznych (powołany na to stanowisko 13 sierpnia 2008). |
| 1 lutego 2017 | |
| - Łukaszowi Bryle powierzenie obowiązków zastępcy Głównego Inspektora Transportu Drogowego. | - Michała Pierzchały ze stanowiska zastępcy Głównego Inspektora Transportu Drogowego. |
| 13 lutego 2017 | |
| - Michałowi Witkowskiemu powierzenie obowiązków wiceprezesa Urzędu Lotnictwa Cywilnego, - Norbertowi Książkowi powierzenie obowiązków zastępcy Głównego Inspektora Nadzoru Budowlanego. | - Macieja Kozłowskiego ze stanowiska wiceprezesa Urzędu Lotnictwa Cywilnego. |
| 15 lutego 2017 | |
| - Karola Krzywickiego na stanowisko zastępcy prezesa Urzędu Komunikacji Elektronicznej. | - Lesława Gajka (powołany na to stanowisko 22 kwietnia 2008) i Wojciecha Kwaśniaka (powołany na to stanowisko w październiku 2011) ze stanowisk zastępców szefa Komisji Nadzoru Finansowego. |
| 16 lutego 2017 | |
| - Marcina Pachuckiego i Filipa Świtały na stanowiska zastępców szefa Komisji Nadzoru Finansowego. | – |
| 22 lutego 2017 | |
| – | - Gustawa Mikołajczyka ze stanowisk zastępcy Komendanta Głównego Straży Pożarnej i zastępcy szefa Obrony Cywilnej Kraju (powołany na te stanowiska 21 stycznia 2015). |
| 1 marca 2017 | |
| - Adam Mirka na stanowisko prezesa Wyższego Urzędu Górniczego, - Urszuli Włodarczyk na stanowisko dyrektora Instytutu Sportu – Państwowego Instytutu Badawczego. - Agaty Andrzejewskiej na stanowisko wiceprezesa Urzędu Rejestracji Produktów Leczniczych, Wyrobów Medycznych i Produktów Biobójczych. | - Piotra Wojtachy, wiceprezesa Wyższego Urzędu Górniczego, z powierzenia obowiązków prezesa Wyższego Urzędu Górniczego (powołany na to stanowisko 1 czerwca 2016). |
| 2 marca 2017 | |
| - Dariuszowi Golcowi, pełniącemu obowiązki zastępcy prezesa Agencji Restrukturyzacji i Modernizacji Rolnictwa, powierzenie obowiązków prezesa Agencji Restrukturyzacji i Modernizacji Rolnictwa. | - Daniela Obajtka ze stanowiska prezesa Agencji Restrukturyzacji i Modernizacji Rolnictwa (powołany na to stanowisko 13 stycznia 2016). |
| 24 marca 2017 | |
| - Bartosza Gruczy na stanowisko zastępcy prezesa Agencji Restrukturyzacji i Modernizacji Rolnictwa. | - Jolanty Chmiel ze stanowiska zastępcy prezesa Agencji Restrukturyzacji i Modernizacji Rolnictwa. |
| marzec 2017 | |
| - Agaty Mazur na stanowisko zastępcy szefa Służby Wywiadu Wojskowego, - Eugeniusza Szczęśniaka na stanowisko zastępcy szefa Służby Wywiadu Wojskowego. | - Pawła Kacprzaka ze stanowiska zastępcy szefa Służby Wywiadu Wojskowego (powołany na to stanowisko w grudniu 2015). |
| 4 kwietnia 2017 | |
| - Bartłomiejowi Wegnerowi powierzenie obowiązków zastępcy prezesa Agencji Rynku Rolnego. | – |
| 7 kwietnia 2017 | |
| - Alvina Gajadhura na stanowisko Głównego Inspektora Transportu Drogowego. | - Alvina Gajadhura z powierzenia obowiązków Głównego Inspektora Transportu Drogowego (powołany na to stanowisko 5 stycznia 2016). |
| 12 kwietnia 2017 | |
| - Witolda Strobla na stanowisko wiceprezes Agencji Nieruchomości Rolnych, - Iwony Stępień-Pilipczuk i Jacka Gryga na stanowiska zastępców Generalnego Dyrektora Dróg Krajowych i Autostrad, - Pawła Młynarczyka na stanowisko zastępcy prezesa Polskiej Agencji Żeglugi Powietrznej. | - Iwony Stępień-Pilipczuk z powierzenia obowiązków zastępcy Generalnego Dyrektora Dróg Krajowych i Autostrad (powołana na to stanowisko 2 lutego 2016). |
| 25 kwietnia 2017 | |
| - Tomasza Miłkowskiego na stanowisko szefa Biura Ochrony Rządu. | - Tomasza Kędzierskiego, zastępcy szefa Biura Ochrony Rządu, ze stanowiska pełniącego obowiązki szefa Biura Ochrony Rządu (powołany na to stanowisko 28 stycznia 2017). |
| maj 2017 | |
| – | - Michała Możdżonka ze stanowiska wiceprezesa Zakładu Ubezpieczeń Społecznych. |
| 9 maja 2017 | |
| - Mateusza Mroza na stanowisko prezesa Agencji Mienia Wojskowego. | - Mateusza Mroza z powierzenia obowiązków prezesa Agencji Mienia Wojskowego (powołany na to stanowisko 11 grudnia 2015). |
| 16 maja 2017 | |
| - Kazimierza Furtaka na stanowisko przewodniczącego Centralnej Komisji ds. Stopni i Tytułów. | – |
| 18 maja 2017 | |
| - Tadeusza Jopka na stanowisko zastępcy Komendanta Głównego Straży Pożarnej, - Michała Witkowskiego na stanowisko wiceprezesa Urzędu Lotnictwa Cywilnego. | - Michała Witkowskiego z powierzenia obowiązków wiceprezesa Urzędu Lotnictwa Cywilnego (powołany na to stanowisko 13 lutego 2017). |
| 22 maja 2017 | |
| - Grażyny Kierznowskiej na stanowisko Głównego Geodety Kraju oraz prezesa Głównego Urzędu Geodezji i Kartografii. | - Grażyny Kierznowskiej z powierzenia obowiązków Głównego Geodety Kraju oraz prezesa Głównego Urzędu Geodezji i Kartografii (powołana na te stanowiska 14 stycznia 2017). |
| 7 czerwca 2017 | |
| - Beaty Orzołek na stanowisko zastępcy prezesa Agencji Restrukturyzacji i Modernizacji Rolnictwa. | – |
| 12 czerwca 2017 | |
| – | - Haliny Szymańskiej ze stanowiska zastępcy prezesa Agencji Restrukturyzacji i Modernizacji Rolnictwa (powołana na to stanowisko 18 stycznia 2016). |
| 13 czerwca 2017 | |
| – | - Waldemara Humięckiego ze stanowiska prezesa Agencji Nieruchomości Rolnych (powołany na to stanowisko 14 stycznia 2016). |
| 14 czerwca 2017 | |
| - Ireny Błaszczyk na stanowisko prezesa Agencji Nieruchomości Rolnych, - Dorocie Habich, zastępcy prezesa Państwowego Funduszu Rehabilitacji Osób Niepełnosprawnych, powierzenie obowiązków prezesa PFRON. | - Roberta Kwiatkowskiego ze stanowiska prezesa Państwowego Funduszu Rehabilitacji Osób Niepełnosprawnych (powołany na to stanowisko 27 kwietnia 2016). |
| 21 czerwca 2017 | |
| - Pawła Tymińskiego na stanowisko zastępcy szefa Biura Ochrony Rządu. | - Tomasza Kędzierskiego ze stanowiska zastępcy szefa Biura Ochrony Rządu (powołany na to stanowisko 12 grudnia 2015). |
| 23 czerwca 2017 | |
| - Marcina Suchara na stanowisko dyrektora Centralnego Ośrodka Informatyki. | - Moniki Jakubiak ze stanowiska dyrektora Centralnego Ośrodka Informatyki (powołana na to stanowisko 31 sierpnia 2016), - Filipa Świtały ze stanowiska zastępcy przewodniczącego Komisji Nadzoru Finansowego (powołany na to stanowisko 16 lutego 2017). |
| 29 czerwca 2017 | |
| – | - Bernadety Kasztelan-Świetlik ze stanowiska wiceprezesa Urzędu Ochrony Konkurencji i Konsumentów (powołana na to stanowisko 11 czerwca 2014). |
| 30 czerwca 2017 | |
| - Krzysztofa Króla na stanowisko wiceprezesa Wyższego Urzędu Górniczego. | – |
| czerwiec 2017 | |
| - Wojciecha Szajnara na stanowisko zastępcy dyrektora Centrum Projektów Polska Cyfrowa. | – |
| 25 lipca 2017 | |
| - Andrzeja Diakonowa na stanowisko zastępcy przewodniczącego Komisji Nadzoru Finansowego. | – |
| 1 sierpnia 2017 | |
| - Marii Fajger, zastępcy prezesa Agencji Restrukturyzacji i Modernizacji Rolnictwa, powierzenie obowiązków prezesa Agencji Restrukturyzacji i Modernizacji Rolnictwa, - Łukasza Bryły na stanowisko zastępcy Głównego Inspektora Transportu Drogowego, - Stanisława Karpińskiego na stanowisko dyrektora Instytutu Hodowli i Aklimatyzacji Roślin – Państwowego Instytutu Badawczego. | - Dariusza Golca, pełniącego obowiązki zastępcy prezesa Agencji Restrukturyzacji i Modernizacji Rolnictwa, z powierzenia obowiązków prezesa Agencji Restrukturyzacji i Modernizacji Rolnictwa (powołany na to stanowisko 2 marca 2017), - Łukasza Bryły z powierzenia obowiązków zastępcy Głównego Inspektora Transportu Drogowego (powołany n to stanowisko 1 lutego 2017), - Edwarda Arseniuka ze stanowiska dyrektora Instytutu Hodowli i Aklimatyzacji Roślin – Państwowego Instytutu Badawczego (powołany na to stanowisko w 1998). |
| 11 sierpnia 2017 | |
| – | - Jacka Szera ze stanowiska Głównego Inspektora Nadzoru Budowlanego. |
| 12 sierpnia 2017 | |
| - Anicie Oleksiak powierzenie obowiązków Głównego Inspektora Nadzoru Budowlanego. | – |
| 22 sierpnia 2017 | |
| - Tomaszowi Nowakowskiemu powierzenie obowiązków zastępcy prezesa Agencji Restrukturyzacji i Modernizacji Rolnictwa. | - Dariusza Golca z powierzenia obowiązków zastępcy prezesa Agencji Restrukturyzacji i Modernizacji Rolnictwa (powołany na to stanowisko w kwietniu 2016). |
| 28 sierpnia 2017 | |
| - Michała Holeksy na stanowisko wiceprezesa Urzędu Ochrony Konkurencji i Konsumentów. | – |
| 31 sierpnia 2017 | |
| – | - Łukasza Hołubowskiego ze stanowiska prezesa Agencji Rynku Rolnego (powołany na to stanowisko 16 lutego 2016), - Andrzeja Łuszczewskiego ze stanowiska wiceprezesa Agencji Rynku Rolnego (powołany na to stanowisko w 2008), - Jarosława Ołowskiego ze stanowiska wiceprezesa Agencji Rynku Rolnego (powołany na to stanowisko 11 lutego 2016), - Bartłomieja Wegnera z powierzenia obowiązków wiceprezesa Agencji Rynku Rolnego (powołany na to stanowisko 4 kwietnia 2017), - Ireny Błaszczyk ze stanowiska prezesa Agencji Nieruchomości Rolnych (powołana na to stanowisko 14 czerwca 2017), - Hanny Myjak ze stanowiska wiceprezesa Agencji Nieruchomości Rolnych (powołana na to stanowisko 2 lutego 2016), - Andrzeja Sutkowskiego ze stanowiska wiceprezesa Agencji Nieruchomości Rolnych (powołany na to stanowisko 7 września 2016), - Witolda Strobla ze stanowiska wiceprezesa Agencji Nieruchomości Rolnych (powołany na to stanowisko 12 kwietnia 2017), - zniesienie Agencji Rynku Rolnego, - zniesienie Agencji Nieruchomości Rolnych. |
| 1 września 2017 | |
| - Witolda Strobla na stanowisko dyrektora generalnego Krajowego Ośrodka Wsparcia Rolnictwa, - Łukasza Hołubowskiego na stanowisko zastępcy dyrektora generalnego Krajowego Ośrodka Wsparcia Rolnictwa, - Waldemara Sochaczewskiego na stanowisko zastępcy dyrektora generalnego Krajowego Ośrodka Wsparcia Rolnictwa, - Andrzeja Sutkowskiego na stanowisko zastępcy dyrektora generalnego Krajowego Ośrodka Wsparcia Rolnictwa, - Janusza Zaniewskiego na stanowisko zastępcy dyrektora generalnego Krajowego Ośrodka Wsparcia Rolnictwa, - utworzenie Krajowego Ośrodka Wsparcia Rolnictwa. | – |
| 4 września 2017 | |
| - Radosława Pacewicza i Kamila Wilde na stanowiska wiceprezesów Urzędu Transportu Kolejowego. | – |
| 18 października 2017 | |
| - Roberta Nowakowskiego na stanowisko zastępcy szefa Biura Ochrony Rządu. | - Jacka Lipskiego ze stanowiska zastępcy szefa Biura Ochrony Rządu (powołany na to stanowisko 12 grudnia 2015). |
| 20 października 2017 | |
| - Norberta Książka na stanowisko zastępcy Głównego Inspektora Nadzoru Budowlanego. | - Norberta Książka z powierzenia obowiązków zastępcy Głównego Inspektora Nadzoru Budowlanego (powołany na to stanowisko 13 lutego 2017). |
| 27 października 2017 | |
| - Dominikowi Zarembie, zastępcy prezesa Agencji Mienia Wojskowego, powierzenie obowiązków prezesa Agencji Mienia Wojskowego, - Krzysztofa Szymborskiego na stanowisko zastępcy prezesa Agencji Restrukturyzacji i Modernizacji Rolnictwa. | - Mateusza Moza ze stanowiska prezesa Agencji Mienia Wojskowego (powołany na to stanowisko 9 maja 2017). |
| 30 października 2017 | |
| - Bartłomieja Chmielowca na stanowisko Rzecznika Praw Pacjenta. | - Krystyny Kozłowskiej z powierzenia obowiązków Rzecznika Praw Pacjenta (powołana na to stanowisko 12 grudnia 2016). |
| październik 2017 | |
| - Bernarda Bogusławskiego na stanowisko zastępcy szefa Agencji Bezpieczeństwa Wewnętrznego. | - Jacka Gawryszewskiego ze stanowiska zastępcy szefa Agencji Bezpieczeństwa Wewnętrznego (powołany na to stanowisko w czerwcu 2013), - Bartosza Gruczy ze stanowiska zastępcy prezesa Agencji Restrukturyzacji i Modernizacji Rolnictwa (powołany na to stanowisko 24 marca 2017), - Anny Zielińskiej-Rakowicz ze stanowiska zastępcy dyrektora Polskiego Instytutu Spraw Międzynarodowych. |
| 2 listopada 2017 | |
| - Marii Fajger na stanowisko prezesa Agencji Restrukturyzacji i Modernizacji Rolnictwa. | - Marii Fajger z powierzenia obowiązków prezesa Agencji Restrukturyzacji i Modernizacji Rolnictwa (powołana na to stanowisko 1 sierpnia 2017) i ze stanowiska zastępcy prezesa Agencji Restrukturyzacji i Modernizacji Rolnictwa (powołana na to stanowisko 15 stycznia 2016). |
| 3 listopada 2017 | |
| - Marka Deutsch na stanowisko zastępcy prezesa Agencji Restrukturyzacji i Modernizacji Rolnictwa. | – |
| 9 listopada 2017 | |
| - Jackowi Gryga, zastępcy Generalnego Dyrektora Dróg Krajowych i Autostrad, powierzenie obowiązków Generalnego Dyrektora Krajowych i Autostrad. | - Krzysztofa Kondraciuka ze stanowiska Generalnego Dyrektora Dróg Krajowych i Autostrad (powołany na to stanowisko 12 grudnia 2016). |
| 14 listopada 2017 | |
| - Mariusza Gajdy, podsekretarza stanu w Ministerstwie Środowiska, na stanowisko pełnomocnika ds. organizacji Państwowego Gospodarstwa Wodnego Wody Polskie. | – |
| 20 listopada 2017 | |
| - Wojciecha Kaczmarczyka na stanowisko dyrektora Narodowego Instytutu Wolności – Centrum Rozwoju Społeczeństwa Obywatelskiego. | – |
| 21 listopada 2017 | |
| - Bolesława Stelmacha na stanowisko dyrektora Narodowego Instytutu Architektury i Urbanistyki. | – |
| 30 listopada 2017 | |
| – | - Dominika Zaremby, zastępcy prezesa Agencji Mienia Wojskowego, z powierzenia obowiązków prezesa Agencji Mienia Wojskowego (powołany na to stanowisko 27 października 2017). |
| 1 grudnia 2017 | |
| - Krzysztofowi Milewskiemu powierzenie obowiązków prezesa Agencji Mienia Wojskowego oraz stanowiska zastępcy prezesa Agencji Mienia Wojskowego, - Marcina Kowalczyka na stanowisko zastępcy prezesa Agencji Mienia Wojskowego, - Mariusza Szpikowskiego na stanowisko prezesa Przedsiębiorstwa Państwowego „Porty Lotnicze”. | – |